# Người Êđê
Người Êđê (tiếng Êđê: Anak Rađê hay được dùng phổ biến theo cộng đồng là Anak Đê hay Đê-Ga) là một dân tộc có vùng cư trú truyền thống là miền trung Việt Nam và đông bắc Campuchia. Tại Việt Nam người Êđê được công nhận là một trong số 54 dân tộc tại Việt Nam. Theo trang Joshua Project tổng dân số người Êđê năm 2019 là 402.000 người, cư trú chủ yếu tại Việt Nam và Campuchia. Người Ê Đê nói tiếng Ê Đê, một ngôn ngữ thuộc nhóm ngôn ngữ Chăm thuộc ngữ tộc Mã Lai-Đa Đảo của ngữ hệ Nam Đảo. Người Ê Đê thuộc nhóm chủng tộc Nam Đảo.
Trước năm 1975, tại miền nam Việt Nam, trong văn bản hành chính của Việt Nam Cộng hoà, người Êđê được gọi là người Raday (Rhade). Theo tài liệu của Ủy ban Dân tộc Chính phủ Việt Nam (nay là Bộ Dân tộc và Tôn giáo), dân số người Êđê thống kê ngày 01/04/2009 là khoảng 331.194 người, xếp thứ 11 về số lượng trong cộng đồng các dân tộc Việt Nam. Người Êđê hiện nay khá đặc trưng, nổi bật là một cộng đồng có xu hướng tương đối thống nhất ý thức dân tộc, cũng là một cộng đồng dân tộc-tôn giáo khá rõ nét chiếm số nhiều ảnh hưởng của đạo Tin Lành.

## Lịch sử, nguồn gốc và tên gọi Anak Đêga (Êđê)
Truyền thuyết của người Êđê kể lại rằng: Một người thủ lĩnh (Krung) từ Ấn Độ tên là Radaya (Y-Đê) đến xứ sở của công chúa mẹ Xứ Sở tên là Nagar (H-Gar). Radaya đã chinh phục được xứ sở của Nagar sau đó kết hôn với công Chúa mẹ Xứ sở Nagar được phong làm Krung. Con cháu hậu duệ của họ được gọi là Anak Kudaya Nagar sau này rút gọn âm lại thành Anak Đê Gar có nghĩa là con cháu của thủ lĩnh Ấn Độ Kudaya (Y-Đê) với Công Chúa xứ sở Nagar (H-Gar). Đây là truyền thuyết khá phổ biến ở cư dân bản địa Đông Nam Á để giải thích nguồn gốc cội nguồn.

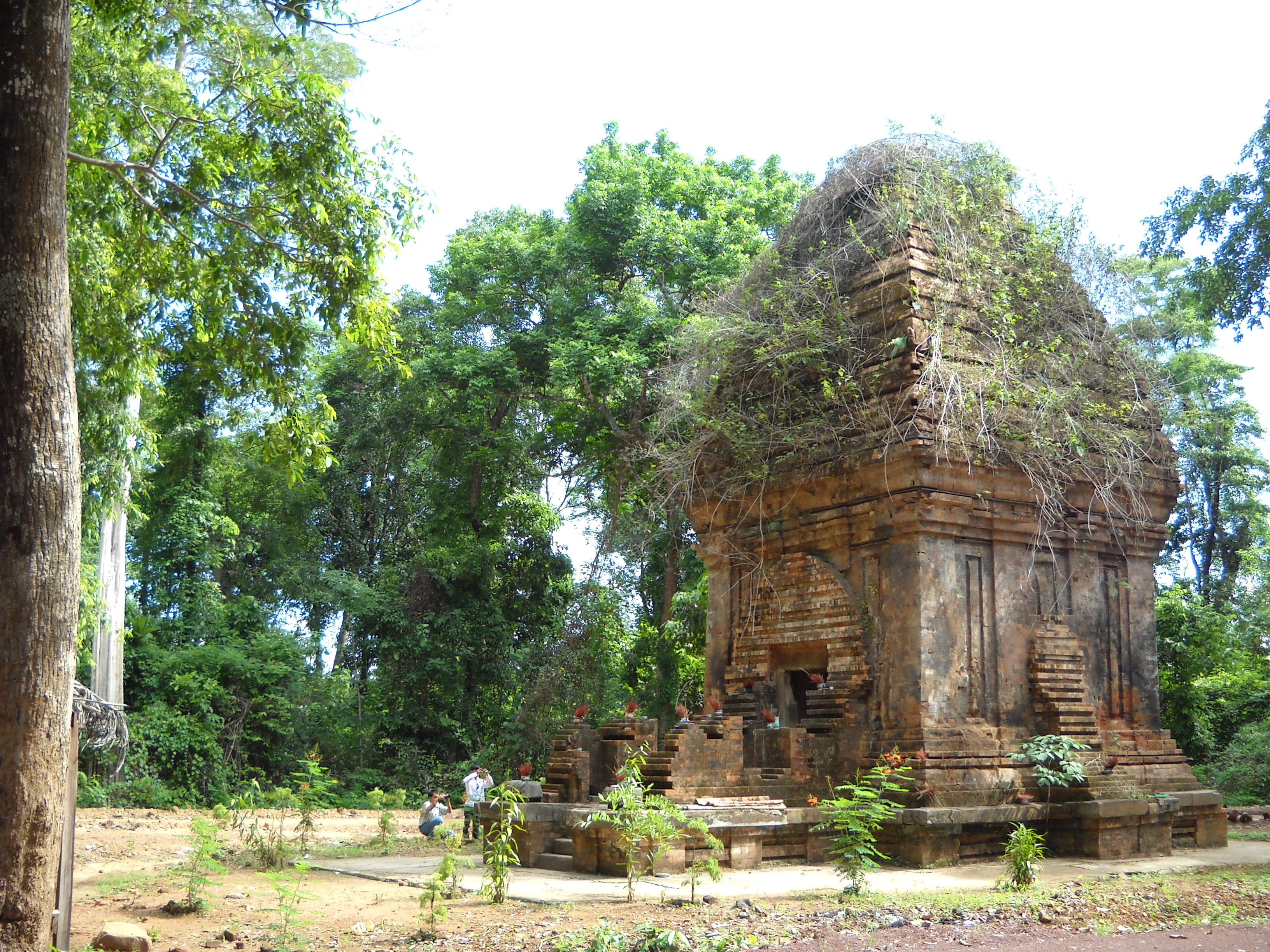
Tháp Yang Prong hay Yang Ya H'leo tại Ea Súp - Đắk Lắk trong bia ký Champa là Ya Hliêv, Ngôi tháp được xây dựng dưới triều đại Jaya Simhavarman III. Ngôi tháp được xây dựng để dâng cúng Thần Vĩ Đại của người Rang Đê cổ, trong thời kì kháng chiến chống Mông- Nguyên cuối thế kỉ XIII

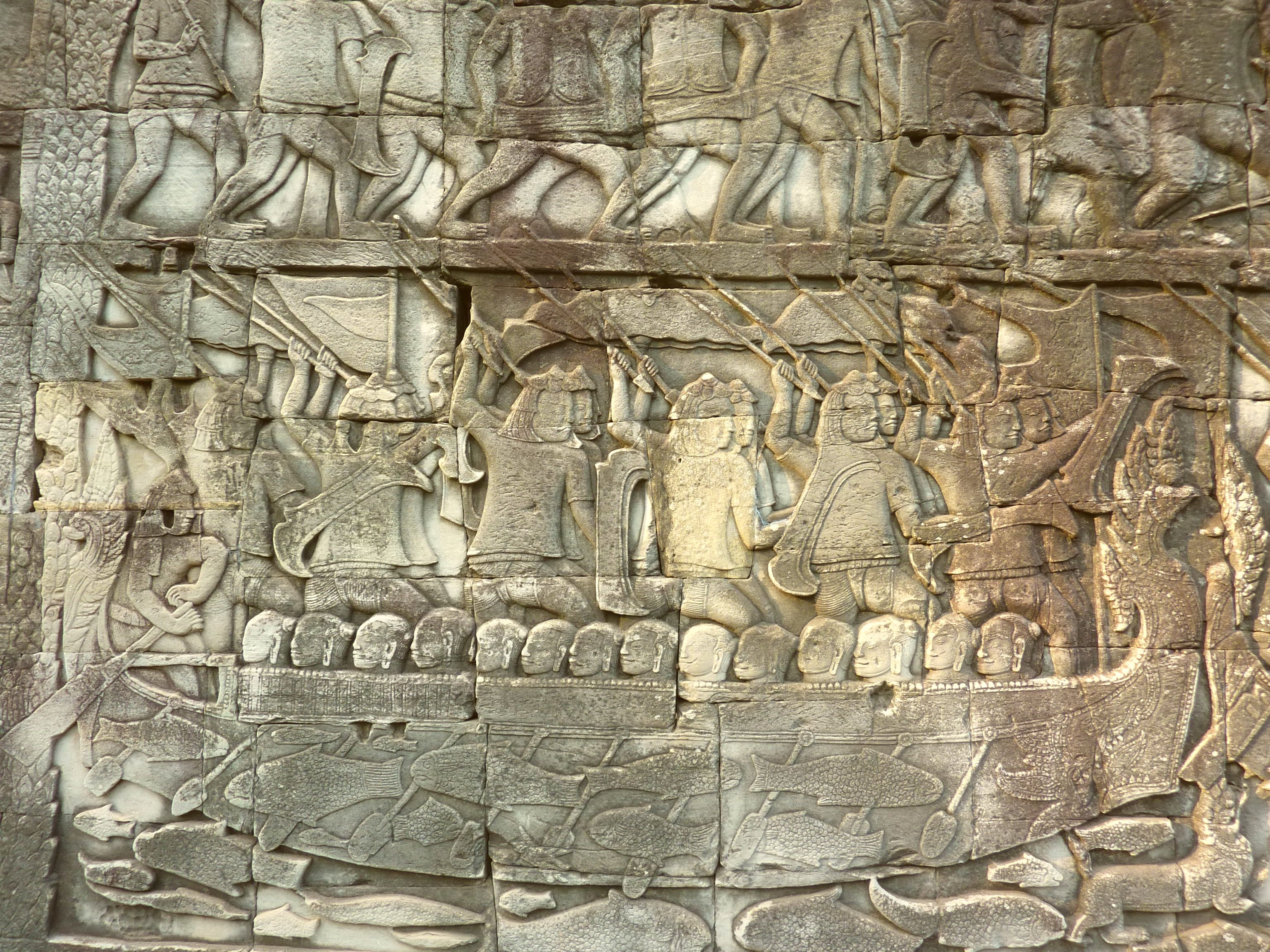
Phù điêu mô tả thủy binh người Rang Đê trong đoàn quân Champa, quân lính thủy binh mặc trang phục khá đặc trưng: Đầu quấn khăn đỏ, thả hai đuôi khăn về phía trước trán, mặc áo hở ngực, đóng khố kơtel, tay trái cầm Khiêl, tay phải cầm gươm, giáo đang vượt hồ Tonlé Sap viễn chinh Campuchia cuối năm 1177 tại đền Bayon - Siêm Riệp. Ngay này, Điệu múa Khiêl (múa võ) vẫn được người Êđê duy trì trong các nghi lễ: Cúng bến nước, lễ rước ghế Kpan (thuyền)...Để tưởng nhớ tổ tiên ra trận, trong các bài cúng Bến nước Êđê luôn có câu: (Cầu xin dòng nước... Chúng tôi hiến tế cho Ông Bà tổ tiên xưa mới đây,cho tổ tiên xưa cho các chiến binh của chúng tôi...)

Vào đầu công nguyên, xuất hiện hai vương quốc của người Malayo - Polynesia lớn trên bán đảo Đông Dương: Phù Nam và Chiêm Thành. Lãnh thổ Phù Nam rộng từ Vịnh Thái Lan đến Biển Hồ nhưng ảnh hưởng tỏa lên Thượng Lào và Bắc Miến Điện. Chiêm Thành gồm nhiều vương quốc nhỏ sinh hoạt độc lập với nhau dọc các đồng bằng eo hẹp miền Trung đến chân dãy Trường Sơn về phía Tây: Lâm Ấp hay Indrapura (Bình Trị Thiên), Amaravati (Quảng Nam), Vijaya (Bình Định), Aryaru (Phú Yên), Kauthara (Khánh Hòa) và Panduranga (Phan Rang). Sinh hoạt chính của người Malayo - Polynesia là trồng lúa nước và buôn bán. Để tìm thêm nguồn hàng quí hiếm trao đổi với các thuyền buôn, người Malayo - Polynesia mở rộng tầm kiểm soát lên các vùng rừng núi đồng thời khuất phục luôn các nhóm dân cư bản địa đã có mặt từ trước, điển hình nhóm Bih ven Krông Ana mà ngày nay được gọi là Êđê Bih với kỹ năng dệt, trang sức, làm gốm, trồng lúa nước. Nhóm Bih là nhóm Malayo - Polynesia định cư và chạy nạn sớm vào sâu nhất trong lục địa, họ đem theo kỹ thuật trồng lúa nước ven sông,dệt vải thô, trang sức hạt, và kỹ nghệ làm gốm thô. Theo chiều lịch sử, danh tự Êđê có nguồn gốc từ cách đọc âm của người Champa, bia ký Champa cổ nhất tại tháp Po Nagar vào khoảng thế kỷ VIII đã ghi chép về tộc danh Rang Đê vùng sông Nha Trang, sông Jing, sông Hing. Những bia ký sớm nhất của Champa thế kỷ VIII - đã có nhắc đến nhóm Rangde ven sông Ea trang (Nha Trang). Trong Bia Po Nagar được dựng năm 965 tại tháp Po Nagar (Nha Trang, Khánh Hòa). Nội dung bia như sau: Vào khoảng năm 703 - 706 lịch saka (781 - 784 Công lịch), vua Satyavarman cho dựng một linga (linh vật) thờ thần Siva và lập cháu mình lên làm vua Vikrantavarman (vì theo chế độ mẫu hệ nên cậu truyền ngôi cho cháu theo dòng mẹ)... và Đức Vua có thu phục được người Randaya (Rang Đê). Rất có thể từ Rang Đê sau này bị biến âm thành Raday hay Êđê. 
Ngoài ra, người Ê đê còn tự nhận là nhóm tộc Đêga, Êđê Êga Anak Đêga - người trên Cao Nguyên. Đêga là từ tiếng Hindi Deccan, và bản thân nó lại có nguồn gốc từ tiếng Phạn दक्षिण, Đêkṣarṇa, nghĩa là "cao nguyên phía nam".

Đế quốc hằng hải Srivijaya (Indonesia) tấn công Eatrang Nha Trang vào năm 774, và cư dân Chiêm Thành lên Cao nguyên M'Drắk (cao nguyên Đông Đắk Lắk) tị nạn đa số là các bộ lạc người Raday

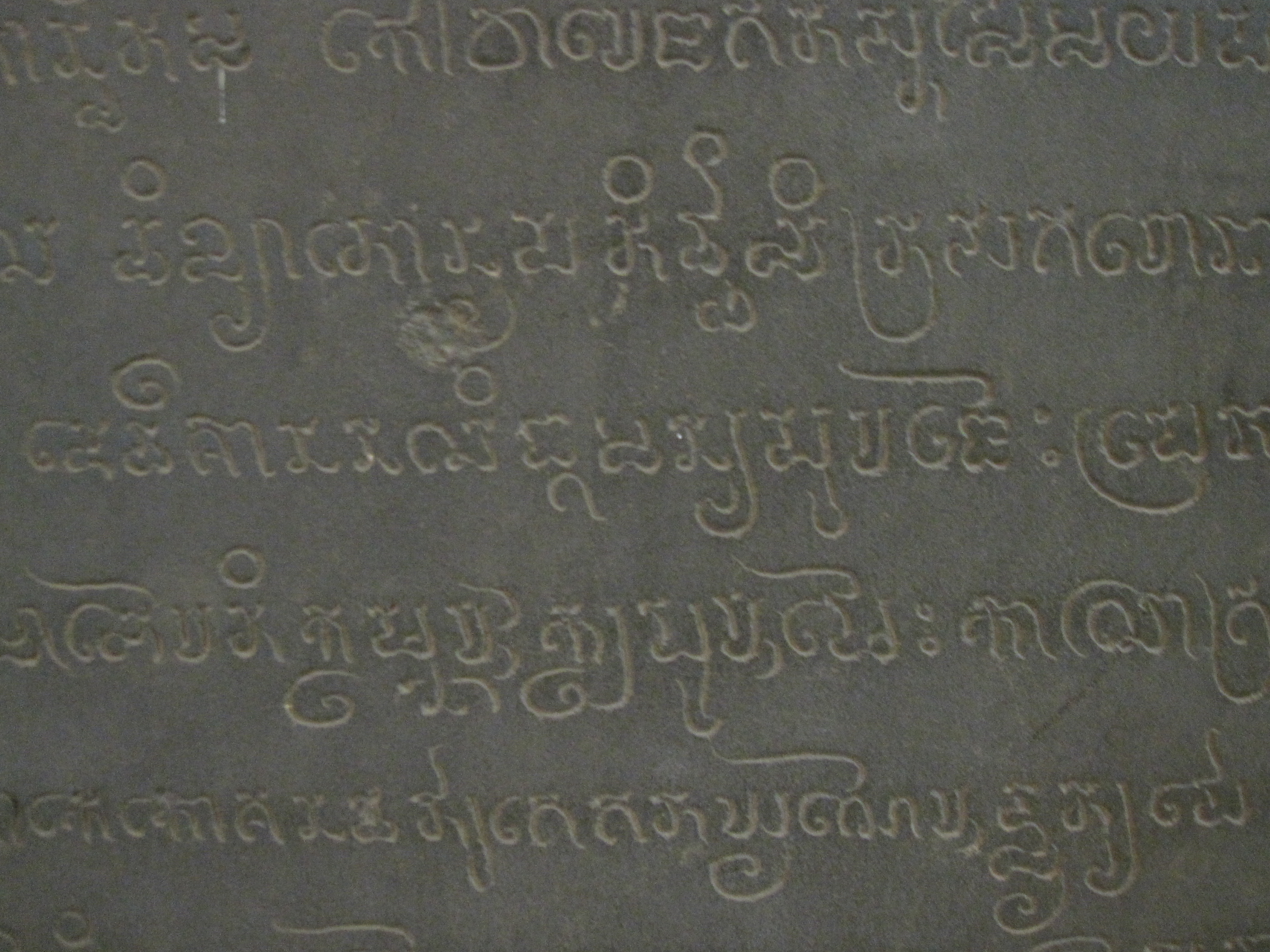
Bia ký Tháp Pô Nagar dưới đời Vua Satyavarman vị vua đổi tên nước từ Lâm Ấp Hoàn Vương thành Champa'degar - Champa'nagar (Chiêm Thành) sau khi thống nhất các bộ lạc Nam Đảo ở miền trung Việt Nam ngày nay. Bia chữ phạn dựng vào khoảng năm 703 - 706 lịch saka Ấn Độ (781 - 784 Công lịch) có nhắc đến công lao của Đức Vua có công chinh phục các bộ lạc Rang Đê ven sông Nha Trang (Ea Trang), Sông Jing (Krông Jing), Sông Hinh (Krông Hing). Hiện đang lưu giữ tại bảo tàng lịch sử Việt Nam.

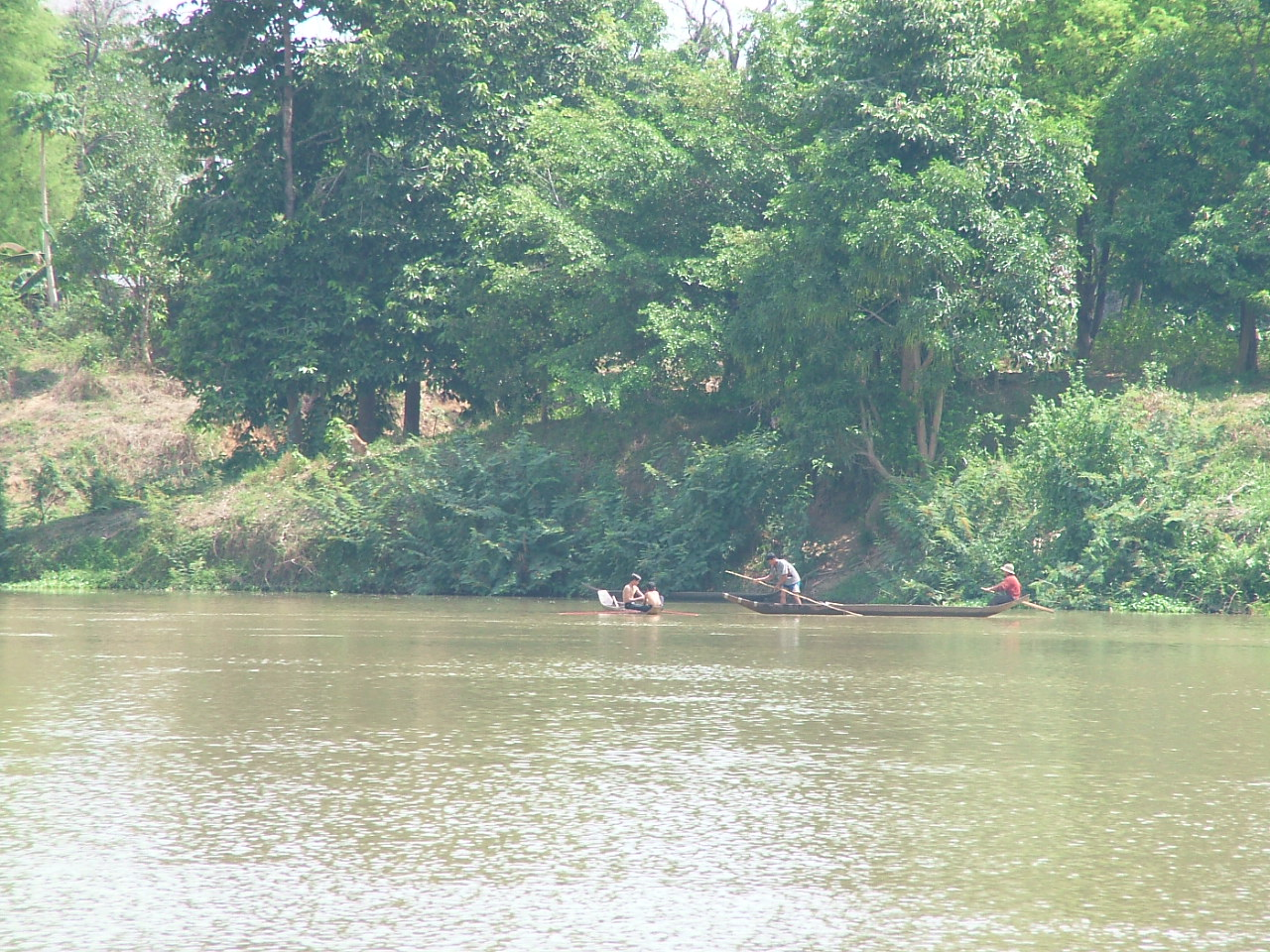
Người Ê Đê Bih đánh bắt cá trên sông Krông Ana (Srepok)

Đến cuối thế kỷ VII, quân Java của Indonesia từ Biển Đông lại tràn vào đánh phá Ea Ryu (Phú Yên) và Kauthara - Ea Trang (Khánh Hòa), một phần lớn dân chúng Chiêm Thành đã chạy lên cao nguyên M'Đrắk tị nạn mang theo những văn hóa tập tục mẫu hệ, kiến trúc, trồng trọt và ngôn ngữ Chiêm Thành giai đoạn sơ khai có yếu tố Ấn Độ hóa hơn mà tạo thành các nhóm Raday. Người Rang Đê được cho là tổ tiên của người Êđê và J'rai, đã được ghi chép khá nhiều trong các bia ký Champa. Vào năm 1283, quân Mông Cổ tràn xuống xâm lăng Champa. Trước đoàn quân hùng mạnh của Mông Cổ, vua Champa quyết định rút quân lên vùng Tây nguyên để ẩn náu. Theo ông Marco Polo, một nhà du hành Âu Châu, vua Champa chịu bỏ trống toàn bộ lãnh thổ đồng bằng cho quân Mông Cổ chiếm đóng. Trong suốt hai năm chờ đợi không giao chiến, vì thiếu lương thực, quân Mông Cổ tự rút lui ra khỏi Champa. Rất có thể là trước sự xâm lược của đế quốc Mông Cổ, sau này là cuộc Nam Tiến của người Việt xuống đất Champa tạo ra các làn sóng người Champa vùng ven biển Trung, Nam Trung Bộ liên tục chuyển cư lên vùng bình nguyên Cheo Reo hỗn dung với cộng đồng Raday có trước, từ đó tạo ra nhóm tộc người mới Anak J'rai lấy từ tên Po Klong Garai với hàm ý là những người Raday theo Vua Chế Mân chống xâm lược Mông Cổ. Trích diễn biến lịch sử như sau: Tại Đại Việt, sau khi ổn định triều chính, năm 1252 Trần Thái Tông dẫn đại quân đi đánh Chiêm Thành. Cuộc tiến công kéo dài gần một năm, thành Vijaya thắt thủ, vương phi Bố Gia La cùng nhiều cung phi, tù binh và quan chức triều đình Champa bị bắt mang về Đại Việt. Jaya Paramesvaravarman II bị tử trận năm 1254, em là hoàng tử Sakan Vijaya lên thay, hiệu Jaya Indravarman VI. Jaya Indravarman VI duy trì giao hảo với Đại Việt, triều cống đều đặn. Năm 1257, nhà Trần rút quân về nước, lúc đó đang bị quân Nguyên đe dọa. Năm 1257, Jaya Indravarman VI bị ám sát, hoàng tử Pulyan Sri Yuvaraja, con người chị (công chúa Suryadevi) lên thay, hiệu Jaya Sinhavarman VI. Năm 1266, hoàng tử Chaynuk, con Jaya Paramesvaravarman II, lên kế vị, hiệu Indravarman V. Indravarman V tiếp tục giao hảo tốt với Đại Việt. Năm 1278, Indravarman V sai hai sứ giả là Bồ Tinh và Bồ Đột sang Đại Việt xin bảo hộ và thành lập một liên minh chống lại quân Mông Cổ. Hay tin này, năm 1281, vua Nguyên là Hốt Tất Liệt cử hữu thống chế Toa Đô (Sogatu) và tả thống chế Lưu Thâm cùng tham chính A Lý và Ô Mã Nhi mang 10 vạn thủy binh từ Quảng Châu sang Chiêm Thành buộc Indravarman V phải đích thân về Trung Quốc triều cống. Không chống nổi quân Mông Cổ, Indravarman V chịu đặt Chiêm Thành dưới sự bảo hộ của nhà Nguyên (Trung Quốc) năm 1282. Toa Đô được nhà Nguyên phong làm thống đốc toàn quyền cai trị xứ Chiêm Thành, tiểu vương Champa nào chịu theo quân Nguyên đều được phong làm phó vương. Hoàng tử Harijit Po Đêwađa Svor (hay Pô Đêpitathôr) hay còn gọi là Pô Đê con Indravarman V, cùng mẹ là hoàng hậu Gaurendraksmi, không chấp nhận sự đô hộ của Mông Cổ rút vào rừng núi về Ea H'leo theo đoàn quân hộ tống Rang Đê, tổ chức kháng chiến. Harijit mộ được khoảng 20.000 người Rang Đê sinh sống trên cao nguyên Ya Heou (Ea H'leo), tấn công quân Nguyên trên khắp lãnh thổ Bắc Chiêm Thành. Năm 1283, Toa Đô dẫn đầu một đoàn quân gồm 5.000 người, 100 tàu và 250 thuyền đi dọc theo bờ biển Ea Ryu (Tuy Hòa - Phú Yên ngày nay) và vào cửa sông Krông Ea Drăng (Sông Ba) đổ bộ lên cao nguyên Madrak, Ea H'Leo (Tây Nguyên) nhưng bị đánh bại. Quân Mông Cổ - một phần bị bệnh tật, không chịu đựng nổi khí hậu nóng nực của miền nhiệt đới, một phần vì đói kém, thiếu tiếp liệu từ lục địa - phải rút về trấn giữ đồng bằng. Năm 1288 Indravarman V mất, hoàng tử Harijit lên ngôi, hiệu Jaya Sinhavarman III (Chế Mân), đặt kinh đô tại Vijaya. Mặc dù không triều cống nhà Trần, bang giao giữa Đại Việt và Chiêm Thành rất là thắm thiết. Chỉ một thời gian ngắn sau Chiêm Thành hùng mạnh trở lại, các vương quốc lân bang, trong có Đại Việt cử người sang thông hiếu đều đặn. Nhiều đền đài được xây cất cả tại đồng bằng lẫn trên cao nguyên. Chế Mân cho xây một tháp trên đồi Chư Hala, gọi là đồi Trầu, để dân chúng đến tế lễ, sau này là tháp Po Klong Garai. Chế Mân cho xây một đền thờ tại Yang Prong gần sông Ea H'leo (Ea Súp) để đón nhận phẩm vật dâng cúng vua của người Raday trên Tây Nguyên.

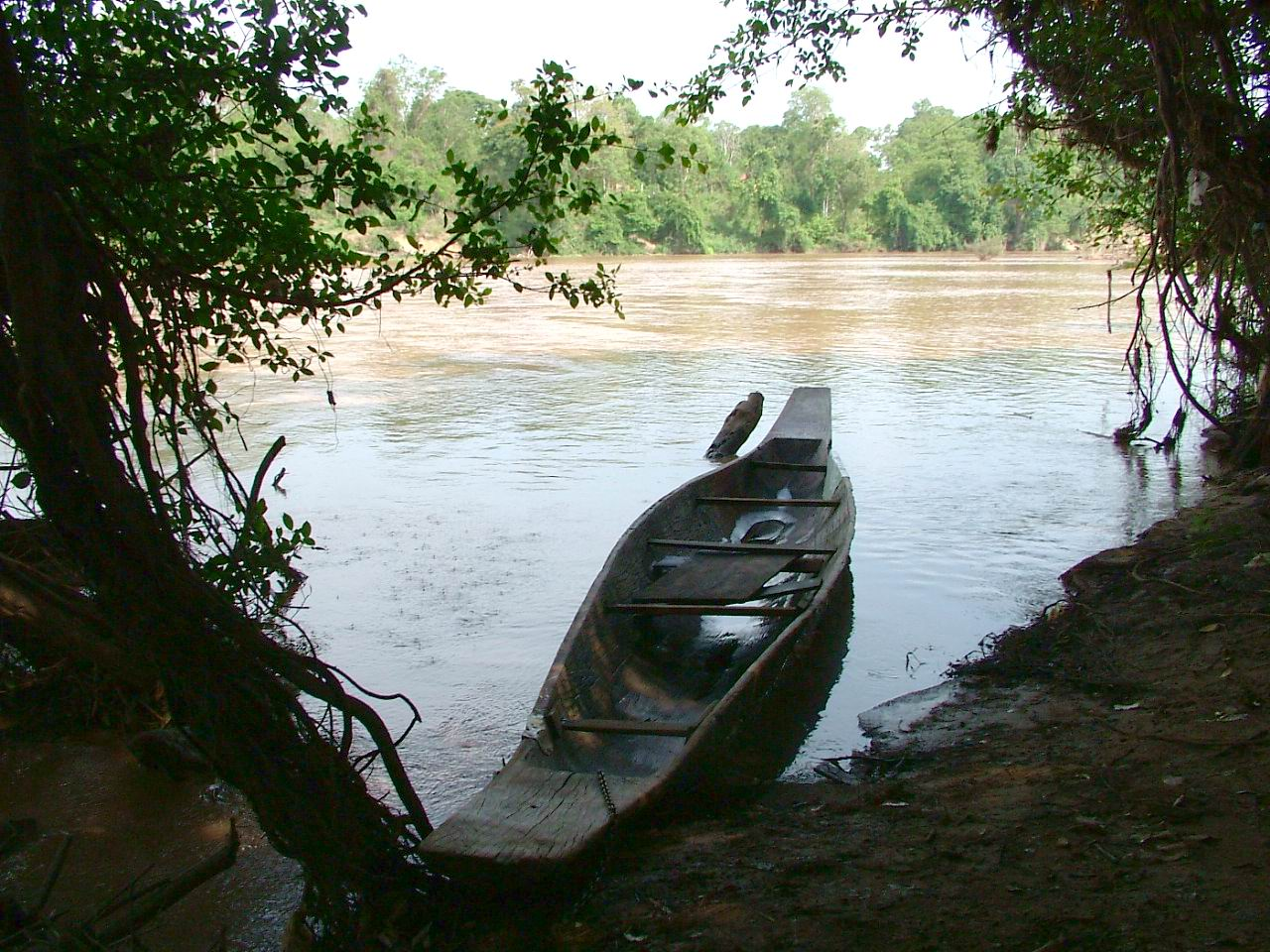
Một loại thuyền độc mộc của người ÊĐê ở làng Buôn Đôn

Vào năm 1471 Đại Việt sử ký toàn thư có ghi chép về sự kiện người Chămpa đầu hàng quân Đại Việt của Vua Lê Thánh Tông như sau: Một lúc sau, đứng xa trông thấy toán quân đi trước đã trèo lên được chỗ tường thấp trên mặt thành, bèn bắn luôn ba tiếng pháo để tiếp ứng, lại hạ lệnh cho vệ quân thần võ phá cửa đông thành tiến vào. Thành Chà Bàn bị phá vỡ. Quân Đại Việt bắt được hơn ba vạn tù binh và chém được hơn bốn vạn thủ cấp. Ngô Nhạn dẫn tướng đầu hàng là bác ruột Trà Toàn tên là Bô Sản Ha Ma. Lê Thánh Tông sai trưng bày những thứ người Chiêm dùng làm lễ vật đem đến xin hàng mà ở Đại Việt không có, sai viên quan đô úy Đỗ Hoàn chỉ tên từng thứ một. Có cái hộp bạc, hình như thanh kiếm, vua hỏi vật gì. Hoàn trả lời rằng đó là đồ của nước Chiêm từ xưa, người làm quốc vương phải có vật đó để truyền cho con cháu. Quân Thuận Hóa bắt sống Trà Toàn dẫn đến trước vua Lê Thánh Tông, nhà vua cho Trà Toàn được sống. Hôm ấy là ngày mồng 1 tháng 3 Âm lịch (1471). Cuộc Nam Tiến của người Việt xuống đất Champa tạo ra các làn sóng người Champa vùng ven biển Trung, Nam Trung Bộ liên tục chuyển cư lên vùng bình nguyên Cheo Reo hỗn dung với cộng đồng Rang Đê có trước, từ đó hình thành ra nhóm tộc người mới Anak J'rai. Nhóm Rang Đê vùng thung lũng sông Ba tự gọi mình là Ană Garai. Ană Pô Garai chính là cụm danh xưng Ană Po Klong Garai (Pô Klong Garai là cách gọi tôn xưng thái tử Champa là Harijit (Rochom Mal) lãnh đạo người Raday đánh đuổi Mông Cổ. Klong hay Krung trong ngôn ngữ Raday và Malay cổ có nghĩa là thủ lĩnh. Dần dần, Po Klong Garai hay Po Krung Garai phiên âm thành J'rai. J'rai tách khỏi khối bộ tộc Raday để tự nhận mình là Anăk Jarai với ý nghĩa là những đứa con của Vua Chế Mân.
Tiểu quốc J'rai là một tiểu quốc cổ của các bộ tộc Nam Đảo ở Tây Nguyên, Việt Nam với bộ tộc nòng cốt là người J'rai và người Êđê hình thành từ khoảng cuối thế kỷ XV và chấm dứt sự tồn tại sau khi phân rã ra thành các bộ tộc độc lập vào khoảng cuối thế kỷ XIX.Tiểu quốc này được cai trị bởi các vị tiểu vương mà người Việt gọi là Thủy Xá - Hỏa Xá tức là P'tao Apui - P'tao Êa. Theo tương truyền các vị vua là hiện thân của Thần Gươm Y Thih (nhân vật trong các truyền thuyết của người người Ê đê và J'rai. Một tài liệu khác ghi là 20 "đời vua" tiểu quốc J'rai, là người kế tục giữ gươm thần do Y Thih để lại. Có kiến khác cho rằng gươm thần của các P'tao thực ra là các bảo vật truyền ngôi của hoàng gia Champa sau khi Lê Thánh Tông tiêu diệt thành Vijaya (Đồ Bàn, Bình Định). Xét về hình thái tộc người Rhade (Êđê) lui về phía nam và cùng các nhóm J'rai thực ra là một dân tộc Rang Đê, hai nhóm tộc người này bị phân li do nguyên nhân lịch sử mà trong tiếng J'rai gọi là "thời kỳ Tiah Phara", nghĩa là cuộc phân ly anh em.
Hiện nay, các nhóm cư dân Êđê nhận tự thân là Anak Aê Điê, đọc chệch thành Anak Êđê - những người con do trời sinh ra, vì cho rằng vị thần tối cao của họ là Aê - Điê nghĩa là Thượng đế theo truyền thuyết của người Êđê được lưu truyền đến ngày nay.

## Dân số và địa bàn cư trú
Dân tộc Êđê gồm khoảng 490.000 người đang sinh sống ở các nước trên thế giới như Việt Nam, Campuchia, Thái Lan, Hoa Kỳ, Canada, Pháp, Phần Lan, Thụy Điển... Trong đó Tây Nguyên là quê hương bản địa lâu đời của người Êđê. Đây là nhóm dân tộc có nguồn gốc từ nhóm tộc người nói tiếng Mã Lai từ các hải đảo Thái Bình Dương đã có mặt lâu đời ở Đông Dương; truyền thống dân tộc vẫn mang đậm nét mẫu hệ thể hiện dấu vết hải đảo của nhóm tộc người nói tiếng Malay-Polynesia. Các nhóm địa phương bao gồm các nhóm:
- Êđê Kpă (tự nhận là chính dòng Đê). Cư trú quanh thành phố Buôn Ma Thuột, Krông Ana, Krông Pắc, Cư M'gar. Là ngôn ngữ chuẩn có chữ viết của người Êđê.

- Họ chính của Êđê Kpă: Niê, Buôn Yă (Byă), Êban, Niê Kdăm...
- Êđê Adham xuất phát từ chữ Ấn Độ là Adaham có nghĩa là vùng trũng đệm, pha tạp.Êđê Adham cư trú tại huyện Krông Bŭk, Čư̆ Mgar, Thị xã Buôn Hồ, Krông H-Nang và một phần Êa Hleo của tỉnh Dak Lak

- Họ của Êđê Adham: Êya, Kpơr, Kbuôr..vvv
- Êđê Mdhŭr xuất phát từ chữ Ấn Độ là Madahura có nghĩa là vùng cằn cỗi, vùng đất thấp. Êđê Mdhur cư trú tại huyện M'Drắk của tỉnh Đắk Lắk, Sông Hinh của tỉnh Phú Yên.

- Họ của người Êđê Mdhur: Hra, Lemo, Rơ Ô...
- Êđê Bih tiếng Việt là Êđê cổ là nhóm Rang Đê cổ nhất bảo lưu nhiều dấu vết cổ qua ngôn ngữ, Êđê Bih có truyền thống làm gốm, dệt chiếu, trồng lúa nước, đặc biệt các phụ nữ có điệu múa mang tên Rom Wŏng (Kdŏ Dar), Kông Tuôr. Họ Cư trú ven sông Krông Ana, sông Krông Knô của tỉnh Đắk Nông. Một số vẫn đang gần hang Băng Adrênh của Buôn Cuê, Xung quanh hồ Ea Kao, hồ Lắk, tại các huyện Krông Bông, Buôn Đôn, Cư Kuin.

Họ của người Êđê Bih: BuônDăp (Bdap), Hdruĕ, Êñuôl, Hđơ̆k, Buôn Krông (Bkrông), Hlŏng, Kmăn, Hmŏk, Knul, Êčăm...
- Êđê Krung xuất phát từ chữ Kurung trong ngôn ngữ Rang Đê cổ, Khi vua Chế Mân, Chế Bồng Nga mộ lính đi đánh giặc họ tự gọi các thủ lĩnh đó là Kurung hay Krung. Cư trú chủ yếu tại huyện Ea H'leo, Krông Búk của tỉnh Đắk Lắk.

- Họ Êđê Krung: Mlô, Ktla, Aliô, Kđoh, Mdrang, Adrơng, Ksơr, Kpă...v.v. 
Ngoài ra còn có các nhóm địa phương nhỏ khác: Blô, Dongmak, Hwing, Êpan... Nhưng hầu như người Êđê không có sự khác biệt lớn giữa các nhóm địa phương. Người Êđê là nhóm dân tộc có xu hướng thống nhất ý thức tộc người, biểu hiện rõ nét nhất là ranh giới khác biệt giữa các nhóm địa phương tồn tại trước kia thì ngày nay đã hoàn toàn bị xóa bỏ bằng việc thống nhất tôn giáo, ngôn ngữ và chữ viết và người Êđê tự gọi họ là Anak Đê đọc tránh từ Anak Aê-Diê, nghĩa là những đứa con của Yàng. 
Theo Tổng điều tra dân số và nhà ở năm 2019 người Êđê ở Việt Nam có dân số 398.671 người, cư trú tại 59 trên tổng số 63 tỉnh, thành phố. Người Êđê cư trú tập trung tại tỉnh: 
- Đắk Lắk (298.534 người, chiếm 17,2% dân số toàn tỉnh và 90,1% tổng số người Êđê tại Việt Nam),
- Phú Yên (20.905 người),
- Đắk Nông (5.271 người),
- Khánh Hòa (3.396 người).[5].Tại một số quốc gia khác, như Campuchia, Hoa Kỳ, Canada và các nước Bắc Âu cũng có một ít người Êđê sinh sống, song chưa có số liệu chính thức.

## Đặc điểm kinh tế
Người Êđê làm rẫy là chính, riêng nhóm Bih làm ruộng nước theo lối cổ sơ, dùng trâu dẫm đất thay việc cày, cuốc đất. Ngoài trồng trọt còn chăn nuôi, săn bắn, hái lượm, đánh cá, đan lát, dệt vải. Trên nương rẫy, ngoài cây chính là lúa còn có ngô, khoai, bầu, thuốc lá, bí, hành, ớt, bông. Đặc điểm làm rẫy của người Êđê là chế độ luân khoảnh, tức là bên cạnh những khu đất đang canh tác còn có những khu đất để hoang để phục hồi sự màu mỡ. Ngày nay người Ê Đê gắn mình với sản xuất nông sản cây công nghiệp: cà phê, cao su, hồ tiêu, ca cao,... Nghề trồng trọt ở đây có nuôi trâu, bò, voi. Người dân ở đây còn tự làm ra được đồ đan lát, bát đồng, đồ gỗ, đồ trang sức, đồ gốm.

## Hôn nhân gia đình

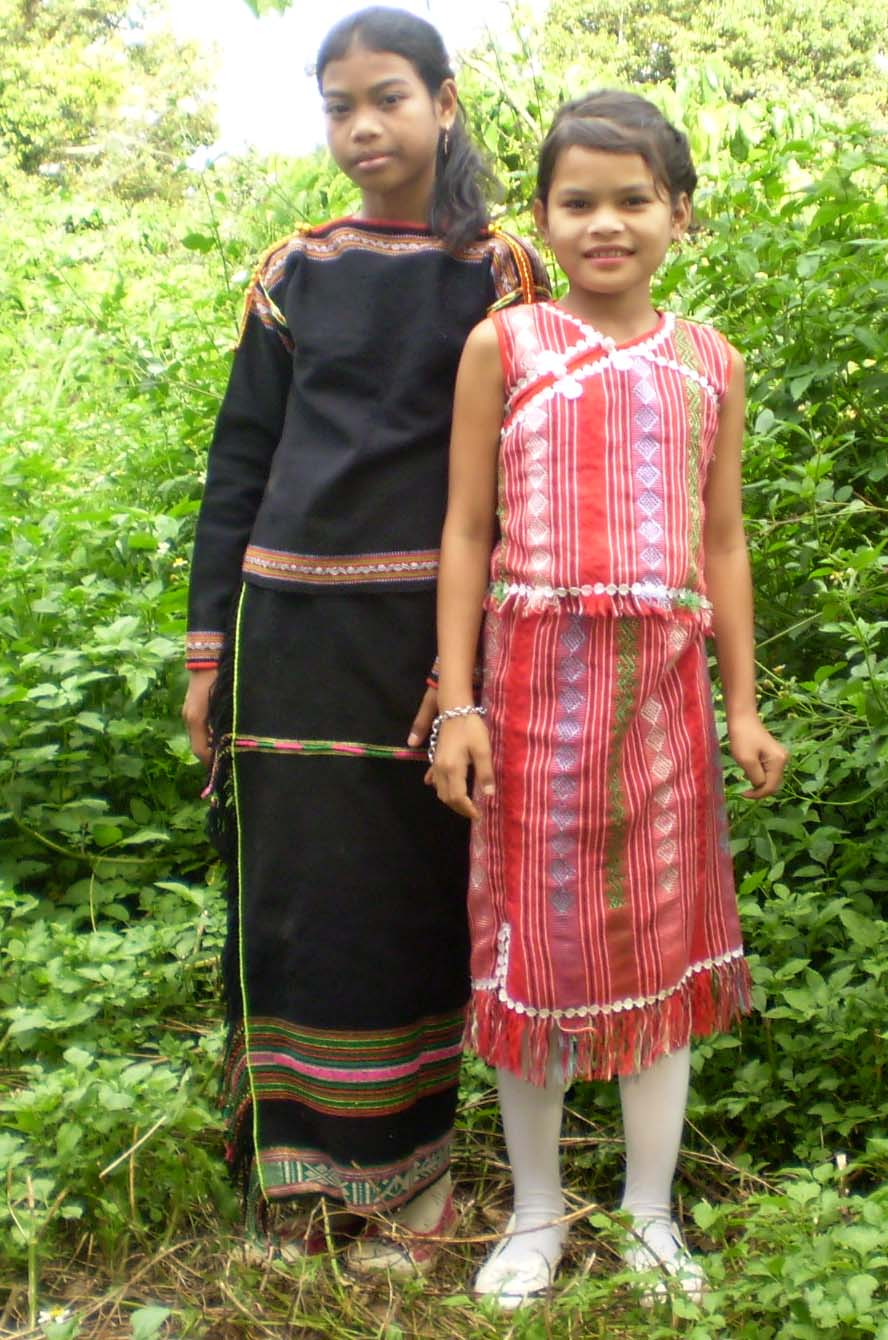
Trẻ em người Êđê

Trong gia đình người Êđê, chủ nhà là phụ nữ theo đó của cải và đất đai sẽ được truyền từ mẹ sang con gái, theo chế độ mẫu hệ có đặc điểm rất khá tương đồng với chế độ mẫu hệ của người Minangkabau ở đảo Sumatra, con cái mang họ mẹ, trước đây con trai không được hưởng thừa kế, bây giờ có sự bình đẳng trong nhà. Phụ nữ chịu trách nhiệm trong quản lý gia đình,chăm sóc con cái, mồ mả tổ tiên,của cải thừa kế cho con cái... Đàn ông chịu trách nhiệm trong việc ngoại giao, giao lưu buôn bán với cộng đồng bên ngoài đồng thời các vấn đề tôn giáo và chính trị cũng là trách nhiệm của người đàn ông. Cho nên vai trò và địa vị của đàn ông Êđê bên ngoài xã hội là rất lớn. Đàn ông cư trú trong nhà vợ. Nếu vợ chết và bên nhà vợ không còn ai thay thế theo tục nối dây thì người chồng phải về với chị em gái mình. Khi chết, được đưa về chôn cất bên người thân của gia đình mẹ đẻ.Chỉ con gái được thừa kế tài sản, người con gái út được thừa kế nhà tự ông bà và phải nuôi dưỡng cha mẹ già. Đây là nét ảnh hưởng từ quy định của xã hội từ thời phong kiến Champa mà người Êđê chịu ảnh hưởng trong suốt thế kỷ dài trong lịch sử.

## Văn hóa
Người Êđê có kho tàng văn học truyền miệng phong phú: thần thoại, cổ tích, ca dao, tục ngữ, đặc biệt là các Khan (trường ca, sử thi) nổi tiếng với Khan Dam San, Khan Dam Kteh Mlan, Khan Dam Khing Jŭ,... Người Êđê yêu ca hát, múa Rom Wong (kdŏ dar) nhịp nhàng, múa kông tuôr, thích tấu nhạc và thường rất có năng khiếu về lĩnh vực này. Nhạc cụ có cồng chiêng, trống, sáo, Gôc, Kni, đàn, Đinh Năm, Đĭng Buôt là các loại nhạc cụ phổ biến của người Êđê và được nhiều người yêu thích.

## Đôi nét về nhân chủng
Người Ê Đê chiếm 17 % dân số tại tỉnh Đắk Lắk. Dân tộc này nằm trong nhóm các tộc người sử dụng ngôn ngữ Malay-Polynesia, sống trên khắp Đông Nam Á. Đa số người Ê Đê ngày nay là tín đồ Tin Lành - một tôn giáo du nhập hòa trộn nhiều thành phần tín ngưỡng dân gian bản địa, và người Êđê không có tục thờ cúng tổ tiên. Người Êđê thường có bề ngoài điển hình của người Đông Nam Á, trông gần giống người hải đảo Indonesia, Philippines và Malaysia. Tuy nhiên, người Ê Đê không thuần chủng, bề ngoài có nhiều nét khác nhau, đó là do kết quả của nhiều thế kỉ pha trộn với người Ấn Độ xa xưa, người M'nông thuộc ngôn ngữ Môn-Khmer, người Pháp thời thuộc địa, và người Việt.

## Nhà cửa
Tư liệu liên quan tới Nhà người Ê Đê tại Wikimedia Commons

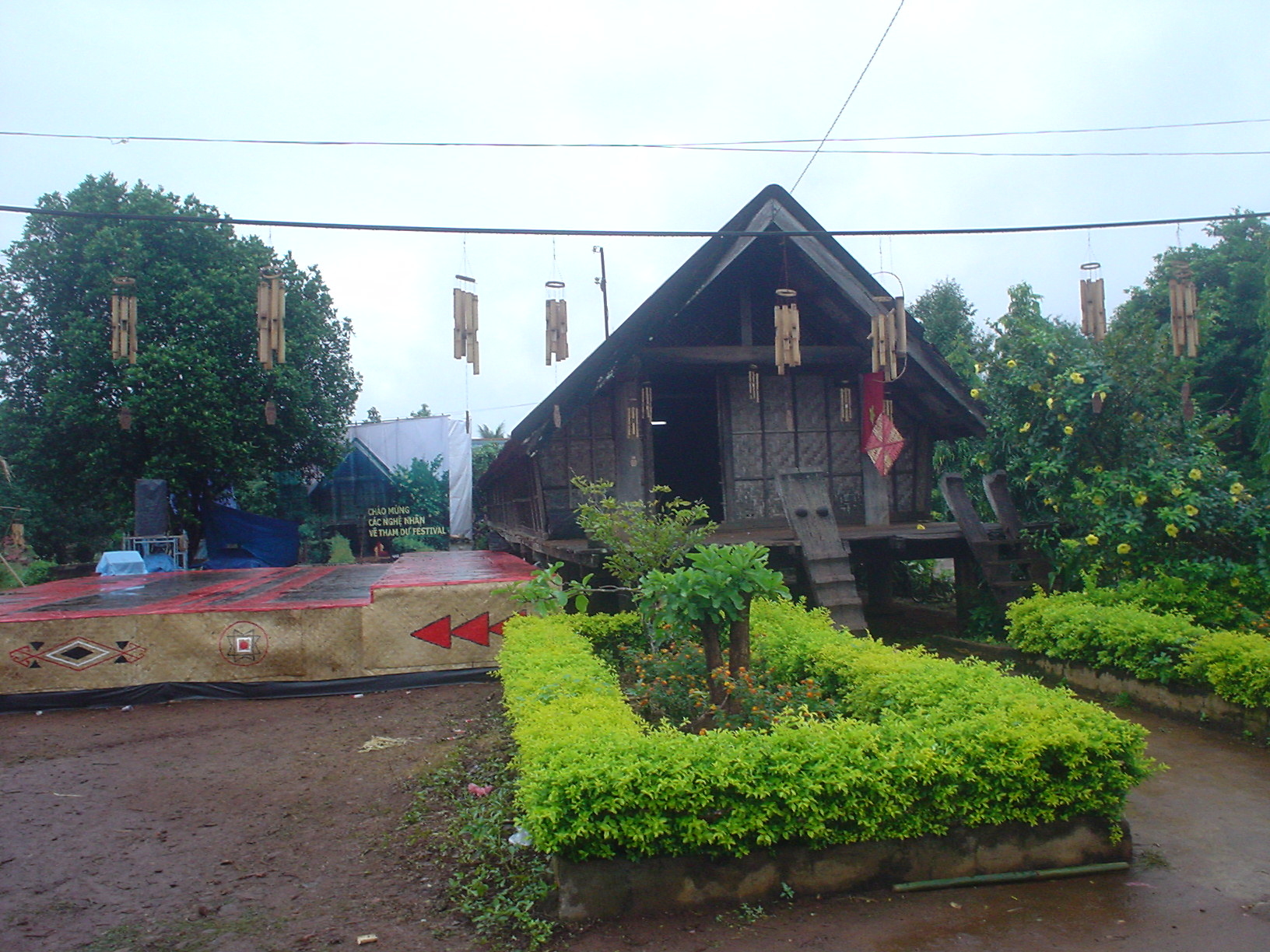
Nhà dài của người Êđê

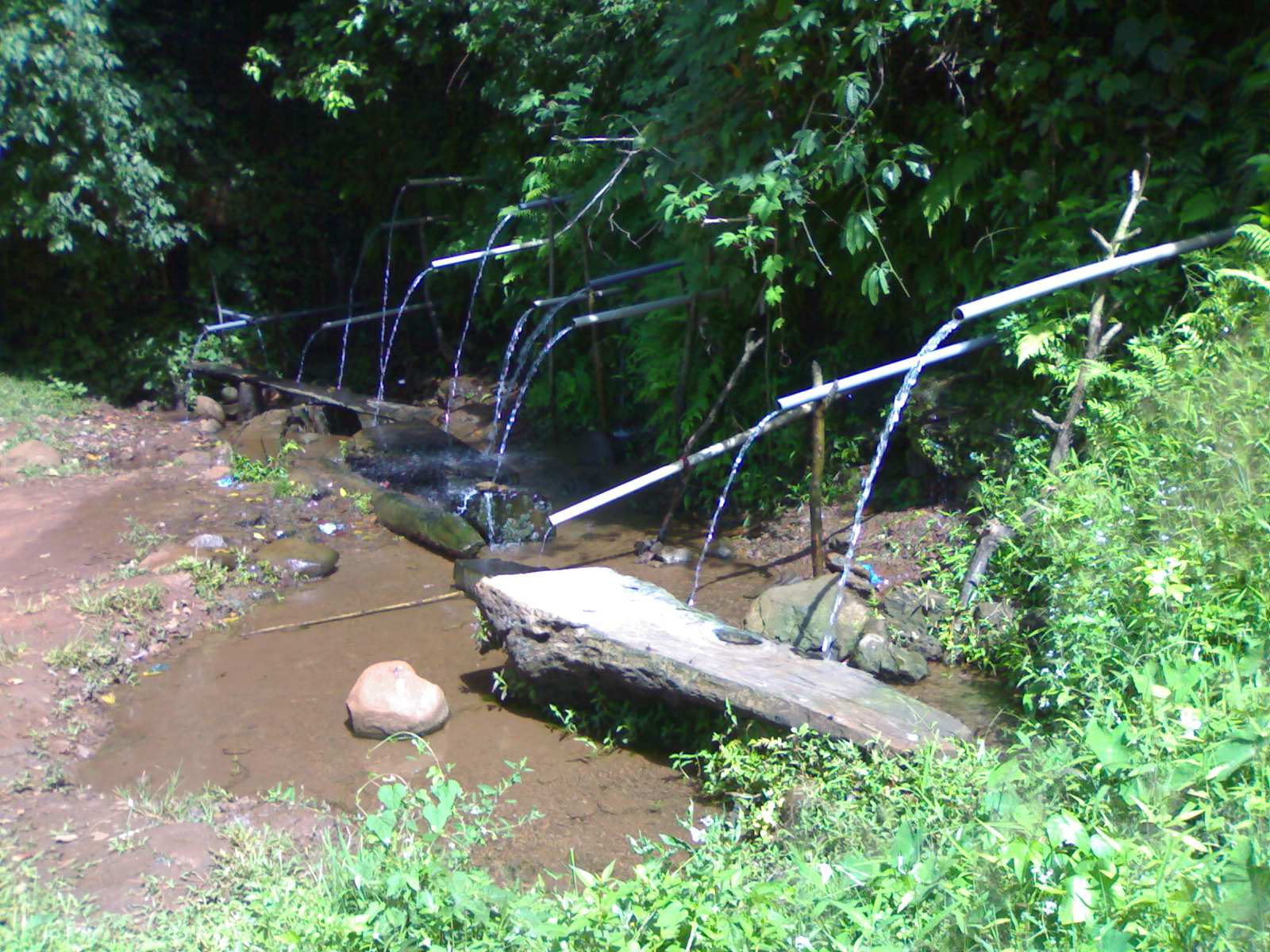
Một bến nước của người Êđê ở Cư M'gar

Tộc người Êđê vốn thuộc nhóm cư dân ngôn ngữ Malay-Polynesia, có nguồn gốc lâu đời từ vùng biển. Mặc dù đã chuyển cư vào miền trung Việt Nam hàng ngàn năm trước, và di cư lên Tây Nguyên khoảng sớm nhất vào cuối thế kỷ VIII đến thế kỷ XV nhưng trong sâu thẳm văn hóa của người Êđê, bến nước và con thuyền là những hình ảnh chưa hề phai nhạt. Nhà sàn Êđê có hình con thuyền dài, cửa chính mở phía trái nhà, cửa sổ mở ra phía hông. Bên trong nhà có trần gỗ hình vòm giống hệt mui thuyền. Có nhiều buôn Êđê trù phú với hàng trăm ngôi nhà dài trông như một hạm đội thuyền Nam Đảo đang rẽ sóng giữa thế giới biển đảo, đây là nét đặc trưng có hầu hết ở các tộc người nói tiếng Mã Lai. Nhà người Ê Đê thuộc loại hình nhà dài sàn thấp, thường dài từ 15 đến hơn 100 m tùy theo gia đình nhiều người hay ít người. Nhà Ê Đê có những đặc trưng riêng không giống nhà của các cư dân khác ở Tây Nguyên. Là nhà của gia đình lớn theo chế độ mẫu hệ. Bộ khung kết cấu đơn giản. Cái được coi là đặc trưng của nhà Ê Đê là: hình thức của cầu thang, cột sàn và cách bố trí trên mặt bằng sinh hoạt. Đặc biệt là ở hai phần. Nửa đằng cửa chính gọi là Gah là nơi tiếp khách, sinh hoạt chung của cả nhà dài, bếp chủ, ghế khách, ghế chủ, ghế dài (Kpan) (tới 20 m), chiêng ché,... nửa còn lại gọi là Ôk là bếp đặt chỗ nấu ăn chung và là chỗ ở của các đôi vợ chồng, chia đôi theo chiều dọc, phần về bên trái được coi là "trên" chia thành nhiều gian nhỏ. Phần về bên phải là hành lang để đi lại, về phía cuối là nơi đặt bếp. Mỗi đầu nhà có một sân sàn. Sân sàn ở phía cửa chính được gọi là sân khách. Muốn vào nhà phải qua sân sàn. Nhà càng khá giả thì sân khách càng rộng, khang trang.

## Trang phục
Có đầy đủ các thành phần, chủng loại trang phục và phong cách thẩm mỹ khá tiêu biểu cho các dân tộc khu vực Tây Nguyên. Y phục cổ truyền của người Êđê là màu đen, có điểm những hoa văn sặc sỡ. Đàn bà trùm khăn lên đầu, mặc áo, quấn váy (iêng). Người Đàn ông Êđê (Radaya) ngày xưa phân biệt rất rõ về địa vị, ngoài trang phục cổ truyền gồm có Ao Kiêr Nut (áo liền nút), khố kteh và đầu quấn khăn (Păn Ka-Ưm) được binh lính và nông dân tầng lớp thấp mặc, thì các thủ lĩnh (Krung) hay quý tộc Êđê (Radaya) thường mặc Čhum Kpin. Người Êđê ưa dùng các đồ trang sức bằng bạc, đồng, hạt cườm. Trước kia, tục cà răng quy định mọi người đều cắt cụt 6 chiếc răng cửa hàm trên, nhưng lớp trẻ ngày nay không cà răng nữa.

### Trang phục nam
Nam để tóc ngắn quấn khăn màu đen nhiều vòng trên đầu và đeo sbay trong dịp lễ. Y phục truyền thống gồm áo và khố.
Áo có hai loại cơ bản:

Bộ vòng Kông-tuôr bằng bạc của phụ nữ Êđê thế kỷ XVIII,gồm 6 đến 12 chiếc, chia làm 2 bộ: Bộ thứ 1 có 3 chiếc để đeo tay phải và cổ chân phải và bộ thứ 2 để đeo tay trái, cổ chân trái. Đây là một loại trang sức có nguồn gốc từ văn hóa trang sức Ấn Độ, hiện đang lưu giữ tại Bảo tàng phụ nữ Việt Nam- Hà Nội

- Loại áo dài trùm mông: Đây là loại áo khá tiêu biểu cho người Êđê qua trang phục nam, có tay áo dài, thân áo cũng dài trùm mông, có xẻ tả và khoét cổ chui đầu. Trên nền chàm của thân và ống tay áo ở ngực, hai bên bả vai, cửa tay, các đường viền cổ, nơi xẻ tà gấu áo được trang trí và viền vải đỏ, trắng. Đặc biệt là khu giữa ngực áo có mảng sọc ngang trong bố cục hình chữ nhật tạo vẻ đẹp, khỏe, lực lãm.
- Loại áo dài quá gối: Đây là loại áo dài quá gối, có khoét cổ, ống tay bình thường không trang trí như loại áo dài trùm mông nói trên,...

Khố có hai loại cơ bản:   
- Khố (Kpin): chủ yếu được dùng cho binh lính và nông dân tầng lớp thấp mặc. Khố này có nhiều loại và được phân biệt ở sự ngắn dài có trang trí hoa văn như thế nào. Đẹp nhất là các loại ktêh, drai, đrêch, piêk, còn các loại bong và băl là loại khố thường.
- Khố quần (čhum kpin): được dùng cho tướng lĩnh và các nhà quý tộc danh giá. Khố quần gồm có ba màu chủ đạo, màu đen, đỏ và xanh.

- Đen: tượng trưng cho đất
- Đỏ: tượng trưng cho những nhà giàu quý tộc làm quan.
- Xanh: tượng trưng cho núi và rừng
- Áo thường ngày ít có hoa văn, bên cạnh các loại áo trên còn có loại áo cộc tay đến khủy, hoặc không tay. Áo có giá trị nhất là loại áo Ktêh của những người quyền quý có dải hoa văn "đại bàng dang cánh", ở dọc hai bên nách, gấu áo phía sau lưng có đính hạt cườm. Nam giới cũng mang hoa tai và vòng cổ.

### Trang phục nữ
Phụ nữ Êđê để tóc dài buộc ra sau gáy hoặc trùm khăn lên đầu. Họ mang áo váy trong trang phục thường nhật. Xưa họ để tóc theo kiểu búi tó và đội nón duôn bai. Họ mang đồ trang sức bằng bạc hoặc đồng. Vòng tay thường đeo thành bộ kép nghe tiếng va chạm của chúng vào nhau họ có thể nhận ra người quen, thân.
- Áo: Áo phụ nữ là loại áo ngắn dài tay, khoét cổ (loại cổ thấp hình thuyền) mặc kiểu chui đầu. Thân áo dài đến mông khi mặc cho ra ngoài váy. Trên nền áo màu chàm thẫm các bộ phận được trang trí là: cổ áo lan sang hai bên bả vai xuống giữa cánh tay, cửa tay áo, gấu áo. Đó là các đường viền kết hợp với các dải hoa văn nhỏ bằng sợi màu đỏ, trắng, vàng. Cái khác của trang phục áo nữ Êđê khác Gia Rai về phong cách trang trí là không có đường ở giữa thân áo. Đếch là tên gọi mảng hoa văn chính ở gấu áo. Ngoài ra phụ nữ còn có áo lót cộc tay (áo yếm).
- Váy: Đi cùng với áo của phụ nữ Êđê là chiếc váy mở (tấm vải rộng làm váy) quấn quanh thân. Cũng trên nền chàm, váy được gia công trang trí các sọc nằm ngang ở mép trên, mép dưới và giữa thân bằng chỉ các màu tương tự như áo. Đồ án trang trí tập trung hơn ở mép trên và dưới thân váy. Có thể đây cũng là phong cách hơi khác với váy của dân tộc Gia Rai. Váy có nhiều loại phân biệt ở các dải hoa văn gia công nhiều hay ít. Váy loại tốt là m'iêng đếch, rồi đến m'iêng drai, m'iêng piơk. Loại bình thường mặc đi làm rẫy là bong. Hiện nay nữ thanh niên thường mặc váy kín.
- Khăn: Có 2 loại khăn.

1. Khăn trùm đầu: được chọn các loại vải mềm và cuốn lên đầu, tùy theo màu vải sở thích của cá nhân. 
2. Khăn lah (Sbay): được đeo trên các dịp lễ bên vai, được làm băng tâm vải rộng khoảng 20mm, dài tùy theo sở thích hợp với mình.

## Tôn giáo

Cây thập tự màu huyết biểu tượng chính trong đạo Tin Lành truyền thống của người Ê Đê

Phần lớn người Êđê theo đạo Tin Lành được các nhà truyền giáo phương Tây truyền vào những năm đầu của thế kỷ XX. Đắk Lắk nơi tập trung đông người Ê Đê nhất cũng là nơi có tín đồ Tin Lành nhiều nhất Việt Nam. Họ thường đọc kinh cầu nguyện tại các nhà riêng của mục sư, và các nhà thờ Tin lành. Công giáo Rôma được truyền bá thông qua các nhà truyền giáo sau này là người Pháp. Tỉ lệ người Êđê theo Công giáo thấp hơn so với Tin Lành, do chưa được truyền giáo hoặc do yếu tố tâm lý và nguyên nhân lịch sử. Sau Hiệp định Genève, Ngô Đình Diệm cho hủy bỏ quy chế Hoàng triều Cương thổ, tức chấm dứt đặc quyền của Quốc trưởng Bảo Đại trên vùng Cao nguyên và gom vùng đất này vào lãnh thổ chung của Quốc gia Việt Nam. Về mặt kinh tế có khoản mở rộng đất đai canh tác và lập các khu dinh điền, định cư hàng trăm nghìn người Kinh từ miền Bắc di cư vào Nam. Một số được đưa lên vùng Tây Nguyên chiếm một số đất người Thượng làm các khu dinh điến, sự xuất hiện đông đột ngột người Kinh, cùng với sự kỳ thị chủng tộc, mất đất đai, văn hóa bị xâm phạm, đã để lại vết đau trong tâm lý của người Êđê.
Những người Êđê theo Công giáo thì thường đến các nhà nhờ tại địa phương vào ngày Chủ nhật. Một số rất ít theo Phật giáo tại các vùng đô thị. Số còn lại vẫn theo nét tín ngưỡng cổ truyền, thờ cúng các thần hộ thân cho mình.
Lịch pháp theo tôn giáo truyền thống của người Êđê có sự khác biệt so với Công lịch, thứ lịch đếm ngày chậm hơn một ngày so với công lịch. Người Êđê sử dụng lịch pháp Moise có nguồn gốc từ Do Thái giáo. Đó là ngày bắt buộc người Eđê phải nghỉ ngơi thờ phượng vào ngày Thứ 7 (Hruê Kjuh) hay còn gọi là Hrue Sabbath (shab-bawth') tức ngày Chủ nhật trong Công Lịch Việt Nam.

#### So sánh Lịch pháp Ê-đê với các lịch pháp Công Lịch
| Lịch thứ tiếng Ê-đê   | Lịch thứ Hebrew (Do Thái giáo) | Lịch thứ tiếng Việt | Lịch thứ tiếng Anh   |
| --------------------- | ------------------------------ | ------------------- | -------------------- |
| Hruê 1 (SA)           | Yom Rishon (1) – יום ראשו      | Thứ 2 (HAI)         | Monday (2-DAY)       |
| Hruê 2(DUA)           | Yom Sheni (2) – יום שני        | Thứ 3(BA)           | Tuesday (3-DAY)      |
| Hruê 3 (T'LÂO)        | Yom Shlishi (3)– יום שלישי     | Thứ 4 (TƯ)          | Wednesday (4-DAY)    |
| Hruê 4 (PĂ)           | Yom Reviʻi (4) – יום רביעי     | Thứ 5 (NĂM)         | Thursday (5-DAY)     |
| Hruê 5 (ÊMA)          | Yom Chamishi (5) – יום חמישי   | Thứ 6 (SÁU)         | Friday (6-DAY)       |
| Hruê 6 (NĂM)          | Yom Shishi (6) – יום ששי       | Thứ 7 (BẢY)         | Saturday (7-DAY)     |
| Hruê 7 (KJUH) (SABAT) | Yom Shabbat (7) – יום שבת      | Chủ nhật            | Sunday (1-FIRST DAY) |

Người Êđê coi số 7 là con số linh thiêng, và con số tận trong hàng đơn vị tiếng Ê-Đê cùng sau con số 7 đều là những số ghép. Người Êđê theo Tin Lành thờ phượng đúng vào ngày Thứ 7 mà họ gọi là (Hrue Sabbath): Ngày Nghỉ ngơi - Trùng vào ngày Chủ nhật (Sunday) trong Công lịch. Những ngày này đa số tín đồ thường kiêng không làm việc nương rẫy hay lao động chân tay khác. 
Đạo Tin Lành truyền thống của người Êđê đã Tin lành hóa nhiều tín ngưỡng bản địa với nhiều quy tắc kiêng cự khá nghiêm ngặt: Cấm hôn nhân ngoại giáo, không ăn thịt động vật chết hay thú vật cắn, không ăn thực phẩm liên quan cúng tế ngoại giáo, cấm thờ ảnh tượng, không ăn huyết động vật và những thức ăn chế biến từ huyết động vật, cấm dùng đồ uống có men như rượu, bia và thuốc lá, đưa tang ma vào lúc 9 giờ buổi sáng theo quan niệm phải mặt trời (ánh bình minh) chiếu xuống huyệt góc 60 độ về hướng Tây (?)...

### Tên họ người Êđê

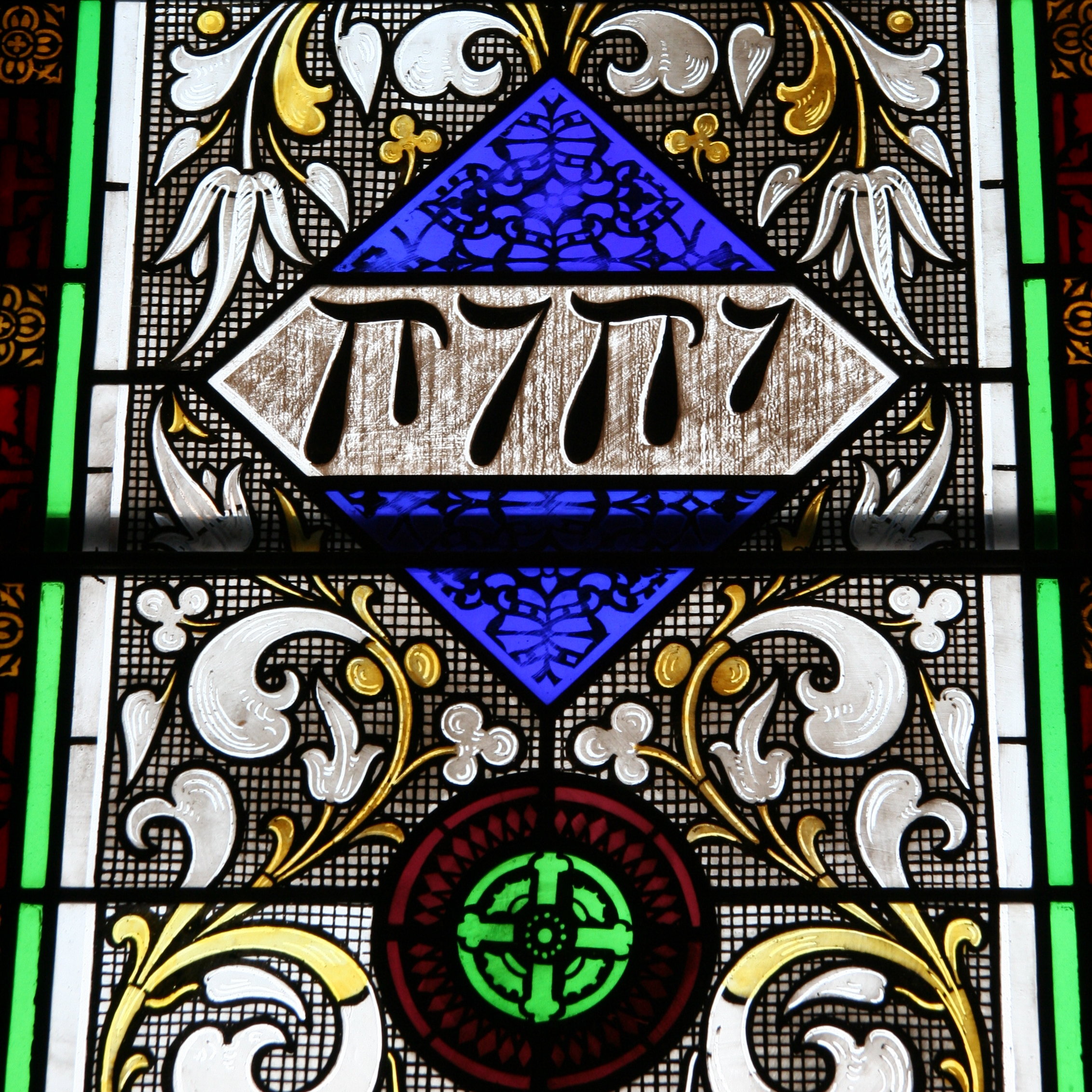
Ký họa danh xưng Thượng đế Y-HWH (AÊ-DIÊ) bằng chữ Do Thái Hebrew. Vào đầu thế kỷ XX, Y-Jut đã tiến hành cải cách lối đặt đệm tên họ cho người Ê Đê bằng cách dùng chữ cái đầu là chữ " Y-" là danh xưng Thượng đế Y-HWH (Thiên Chúa Giê-Hô-Va hay Gia-Vê) để đệm tên lót cho tất cả người nam thay thế hẳn lối đặt tên chịu ảnh hưởng từ phong kiến Champa và Java (Indonesia) mang nhiều màu sắc phân biệt thứ bậc, tuổi tác, địa vị rườm rà phức tạp (Dam, Hbia, Ama, Aê, Yă, Aduôn, Pô...) hầu hết ngày nay người nam Ê Đê đều đệm chữ cái "Y-" từ chữ "YHWH" theo cấu trúc "(Y-)+(tên gọi) +(họ) như là một điều bắt buộc cho mọi nam giới người Ê Đê mang ý nghĩa:những đứa con trai của Yang (anak Aê-Diê).^{[ Yehowa]}

### Chữ viết

Kinh Thánh Tân Ước Song Ngữ Êđê - Việt bằng mẫu tự Latin gồm Chương đầu sách Phúc âm theo Thánh đồ Y-Mathiơ tóm tắt giả phả của Đấng Christ từ tổ phụ Y-Abraham. Đây là ấn bản tham khảo cho cuốn Kinh Thánh tiếng Ê Đê ấn bản 1928 (thất truyền 1954), ấn bản 1968 và ấn bản 1972 của viên ngôn ngữ học tại Viện Ngôn ngữ học Mùa hè Mỹ và hiệp hội Thánh Kinh United Bible Societies.

Trước khi người Pháp đặt chân lên Tây Nguyên (Đêga), người Êđê đã có chữ viết riêng theo lối văn tự Pali- Sancrit của Ấn Độ mà người Êđê gọi là " Boh hră", có thể là một trong những loại dạng kiểu chữ viết cong của người Champa, loại chữ Sancrit này được viết trên giấy da " mơar klĭt", hay trên lá cọ khô "Hla guôl", loại chữ này hoàn toàn thất truyền sau năm 1954 bởi chính sách Việt hóa và cấm dậy ngôn ngữ bản địa dưới thời tổng thống Ngô Đình Diệm của chính phủ Việt Nam Cộng Hòa, những văn bản bằng chữ Êđê cổ cuối cùng bị chính quyền Ngô Đình Diệm thiêu huỷ hoàn toàn. Trong thời gian cai trị của người Pháp, chính quyền thuộc địa đã cổ vũ sử dụng chữ viết theo mẫu tự Latin do 2 thầy giáo Y-Ut và Y-Jut sáng tạo ra vào khoảng những năm đầu thế kỷ XX. Mục đích chủ yếu là nhằm phục vụ giáo dục. Trong khi người theo Công giáo và Tin Lành dùng nó để ghi chép Kinh Thánh và Gia Phả.
So với các dân tộc ít người khác tại Việt Nam, người Ê Đê là sắc dân có chữ viết theo bảng chữ cái La tinh khá sớm, người Ê Đê có chữ viết từ thập niên 1920. Các nhà truyền giáo Tin Lành đã phối hợp với các chuyên viên ngôn ngữ học tại Viện Ngôn ngữ học Mùa hè đặt chữ viết cho người Ê Đê để dịch Kinh Thánh cho dân tộc này. Năm 1971, các chuyên viên này phối hợp với Bộ Giáo dục Việt Nam Cộng Hòa phát hành sách dạy tiếng Ê Đê. Năm 1979, sách dạy ngữ vựng Ê Đê được xuất bản tại Hoa Kỳ. Kinh Thánh Tân Ước song ngữ Ê Đê - Việt phát hành năm 2001. Năm 2006, Nhà xuất bản Tôn giáo của chính phủ Việt Nam, với sự hỗ trợ của United Bible Societies, đã phát hành 20 ngàn cuốn Kinh Thánh Tân Ước song ngữ Ê Đê - Việt tại Việt Nam. Đây là cuốn sách có số lượng phát hành nhiều nhất trong tiếng Ê Đê từ trước đến nay.

## Các tiểu quốc Người Êđê (Orang Đê) trong lịch sử
Người Êđê và người Gia Rai vốn cùng nguồn gốc từ một tộc người Orang Đê cổ được ghi chép khá nhiều trong các bia ký Champa, Khmer,...Orang Đê có thể là nhóm mà người Êđê và Gia Rai gọi là Mdhur, trong văn hóa Mdhur có chứa đựng nhiều yếu tố văn hoá trung gian giữa người Êđê và Gia Rai. Trong văn hóa Mdhur trước kia còn tồn tại tục hỏa táng người chết và bỏ tro trong chum, ché sau đó mới mang chôn cất trong nhà mồ, đây có thể là ảnh hưởng của đạo Hindu từ người Chăm. Xét về phương diện người Mdhur là cội nguồn xuất phát của người Êđê và Gia Rai hiện đại.
Trong lịch sử Orang Đê đã từng tồn tại các tiểu quốc sơ khai, với sự cai trị của các Mtao, Pơ Tao có thế lực trên một khu vực rộng lớn ở vùng người Gia Rai và Êđê. Sự hình thành các tiểu quốc nhỏ là đặc điểm thường thấy ở các tộc người Đông Nam Á:
- Thủy Xá - Hỏa Xá (TK XV - TK XX) là tên gọi của hai vị tiểu vương cai trị tiểu quốc Orang Đê của bộ tộc người J'rai Chor, J'rai Hdrung, Êđê Krung, Mdhur và một bộ phận Êđê Adham trên cao nguyên Pleiku, thung lũng Cheo Reo, Buôn Hồ, Êa Sŭp, Krông Pa, M'Drak, Krông Hing từ thế kỷ XV đến cuối thế kỷ XIX. Sang cuối thế kỷ XVIII đầu XIX, nhóm Êđê Adham vùng Krông Bŭk, Buôn Hồ, Čư̆ Mgar lớn mạnh nhờ giao lưu buôn bán được với người Lào, Khmer, Xiêm thông qua vùng Bản Đon ngày nay, Yă Wam là một nữ tù trưởng đã từng dựa vào người Xiêm và Lào để đưa người Adham thoát khỏi ảnh hưởng của các Mtao-Ptao vùng Jarai.

- Tiểu quốc Adham (TK 18 - TK 19)

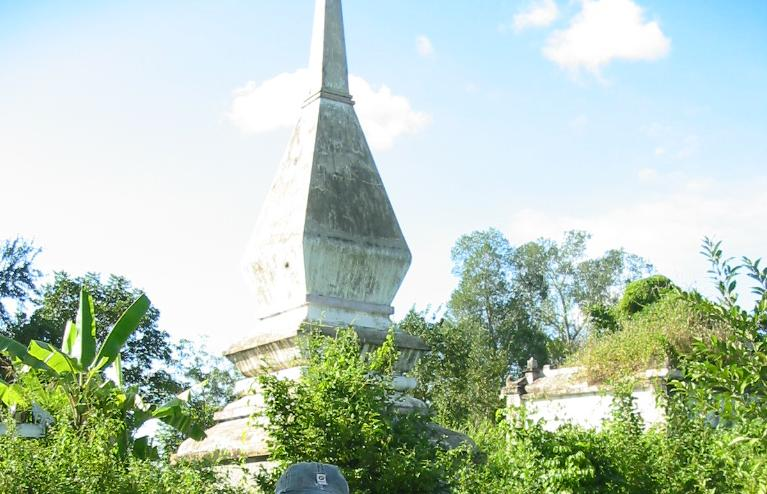
Mộ vua voi tại Buôn Trí, là khu vực được Mtao Yă-Wam, nữ vương của tiểu quốc Adham cắt tặng đất cho người tình mình là Y-Thu Knul, nhằm chấm dứt những cuộc Nam tiến, Đông tiến của người Lào - Thái

Adham hay Dham, hoặc Atham, là một nhóm địa phương của người Ê Đê.
Người Adham cư trú ở phía tây bắc Dak Lak, chủ yếu ở vùng Buôn Hồ, Čư̆ Mgar, Krông Bŭk và Êa Hleo. Đây là nhóm địa phương đông dân số nhất của người Ê Đê. Khoảng giữa thế kỷ XVIII vào đầu thế kỷ XIX, người Êđê Adham đã từng di cư ồ ạt xuống phía tây nam của Đắk Lắk và dừng lại cộng cư với người Êđê Kpă vùng Buôn Ma Thuột ngày nay để tránh những cuộc tấn công từ các Mtao Êa- Mtao Pui của tiểu quốc Jarai.
Nhờ con đường buôn bán với người Lào, Xiêm, Khmer tại các cửa sông Bản Đon ngày nay, thế kỷ XVIII - XIX được coi thời kỳ phát triển mạnh của Êđê Adham với sự cai quản của nữ thủ lĩnh Yă Wăm được người Êđê gọi Mtao Mniê (Vua Bà), Yă Wăm cai trị một khu vực rộng lớn từ Krông H-Nang, Buôn Hồ, Êa Sŭp, Čư̆ Mgar, Buôn Đôn. Do vậy, bà được người Lào, người Xiêm kính nể và so sánh ngang với thế lực Mtao Pui, Mtao Êa.
Cho đến đầu thế kỷ XX, người Adham là nhóm hùng mạnh và thịnh vượng nhất so với các nhóm Êđê khác như người Kpă. Địa bàn của người Adham gồm '"...Nam phần Dak lak cho tới lưu vực sông Ya Liau, phía Đông Bắc, họ vượt qua sông Krông Bŭk và lan tới tận thượng nguồn sông H Nang".
Việc bà Yă Wăm cắt đất Buôn Đôn cho Y-Thu Knul để định cư cho một số dân người gốc Lào, Thái Lan lập ra Buôn Đôn, chấm dứt cuộc nam tiến của người Lào theo dọc các nhánh sống Mekong, cùng với câu chuyện tình ái giữa Nữ thủ lĩnh danh tiếng và thủ lĩnh săn voi tài giỏi này, là nguyên nhân để tiểu vương quốc Êđê Adham suy tàn sau khi người Pháp đặt chân đến Buôn Đon. Lúc này thế lực Êđê Kpă vùng Buôn Ma Thuột bắt đầu lớn mạnh nhờ dựa vào thế lực người Pháp thay thế hẳn vai trò của người Êđê Adham.

## Câu nói của nhân vật nổi tiếng
"Chúng ta phải có chữ của người Ê Đê, chúng ta cũng cần học tiếng Pháp thật giỏi để người Pháp không dám coi thường chúng ta".- Thầy giáo Y Jut Hwing (1885-1934), người đã sáng tạo ra chữ Ê Đê.
"Đất là lưng ông bà ta, rừng cây, khe suối là của ông bà ta, sao ta lại chịu bỏ nhà, bỏ buôn làng mà đi để bọn giặc chúng giẫm lên lưng ông bà ta, phá phách rừng núi của ông bà ta". - Tù trưởng Ama Jhao (1840-1905)
"Cuộc đời tôi vừa được ca hát, vừa trồng cà phê, vừa được sống giữa núi rừng, sống với thiên nhiên. Người ta vẫn hỏi tôi, tại sao không dời nhà về thành phố, tại sao không đi diễn nhiều, tại sao không làm kinh tế, câu trả lời của tôi rất giản dị, tôi yêu cuộc sống ở cao nguyên, tôi yêu thiên nhiên quê mình, tôi thích cách sống như vậy, và dù không biết đó có phải là lựa chọn đúng hay không, nhưng tôi không bao giờ hối hận về sự lựa chọn của mình.	"— Y Moan Ênuôl
"Ta không sợ nghèo vì ta quen nghèo rồi, ta cũng không sợ chết, nhưng sau ta, ai xứng đáng là sứ giả văn hóa..."- Y Moan Ênuôl

## Những nhân vật nổi tiếng trong lịch sử
- Y-Đê (Radaya) người Thủ Lĩnh chinh phục Nàng Công Chúa H-Gar (Nagar). Đây cùng là nguồn gốc hình thành 1 dân tộc mang tên tổ phụ của người Đê-Gar và thành lập vương quốc mới có tên Radaya (Đêgar). Từ " Anak Đê-Gar" có nghĩa là những người con của Y Đê và H Gar theo tiếng Pali Sanskrit Ấn Độ là Anak KuRadaya.
- Người Êđê là một trong những tộc người có lịch sử lâu đời trong khu vực miền Trung và Tây Nguyên, Thông qua các thư tịch cổ của Trung Hoa, Đại Việt, các bia ký của Champa, Đế Chế Khmer, và cả những ghi chép của các nhà truyền giáo mà ít nhiều nhắc đến các nhân vật trong lịch sử của người Êđê xưa. Trong các tác phẩm sử thi dân gian của người Êđê thường nhắc đến các nhân vật anh hùng. Sử Thi Êđê là một pho tài liệu quý giá chứa đựng thông tin lịch sử về tộc người này.Trong phần lịch sử, Pièrre Bernard Lafont đã tiến hành chia lịch sử Champa ra làm 3 thời kỳ chính: Thời kì Ấn Độ hóa (được tính từ khi lập quốc đến năm 1471), thời kì bản địa (1471-1832) và thời kỳ sau ngày sụp đổ (1832-thế kỉ XX, thông qua ba giai đoạn này thì thời kỳ Ấn Độ hoá Chăm Pa (được tính từ khi lập quốc đến năm 1471)đã tác động mạnh đến một phần văn hoá và tín ngưỡng của người Êđê cổ, giai đoạn sau sụp đổ vương triều Vijaya 1471),yếu tố văn hoá Ấn từ các triều đại Champa đã khồng đủ sức ảnh hưởng trước sự phát triển trở lại của yếu tố văn hoá bản địa ở người Êđê, trong giai đoạn thế kỷ XV đến thế kỷ XVII này nhiều tác phẩm trường ca, sử thi cổ bắt phát triển nảy nở lại: Dam San, Dam Yi, Xinh Nhã, Dam Kteh Mlan.. và chấm dứt khi các nhà truyền giáo Phương Tây và người Việt xâm nhập vùng cao nguyên.
- Hơbia Mmih-Êa hay còn gọi là nàng Mi Ê (媚醯) Hbia Mih Êa là vương phi Chiêm Thành vào thế kỷ XI.Bà là vợ của vua Chiêm Thành Jaya Sinhavarman II. MMih Êa vốn xuất thân là cung nữ Rang Đê giỏi dệt chăn gấm.HơBia Mih Ea trong ngôn ngữ Rang Đê cổ có nghĩa là nàng dòng sông. Vào triều vua Lý Thái Tông (1028-1054) nước Đại Cồ Việt, vua Jaya Sinhavarman II của Champa không theo lệ cống, thất lễ Phiên thần, vua tự đem quân Nam chinh phạt Chiêm Thành. Vào năm 1044, vua Lý Thái Tông của Đại Cồ Việt tiến đánh Chiêm Thành, trong khi đó triều chính Chiêm Thành có sự bội phản, tướng Chiêm Thành là Quách Gia Dĩ đã chém chết chúa vua Jaya Sinhavarman II rồi đầu hàng. Quân Đại Cồ Việt chiếm được thành Sinhapura, bắt hàng trăm cung nữ, ca kỹ và nhạc công mang về, trong đó có H'Bia Mih Êa:Theo Việt Sử Toàn Thư, tr 141: Chiêm Thành bỏ cống 16 năm, vua Lý Thái Tông phá quốc đô Phật Thệ, giết 3 vạn quân Chiêm, bắt sống 5.000 người, bắt được 30 con voi và giết chúa Sạ Đẩu tức là vua Jaya Sinhavarman II [13]. Khi thuyền đến sông Lý Nhân, giữa đêm, vua Đại Cồ Việt nghe Mỵ Ê có sắc đẹp, bên sai quan Trung Sứ vời đến chầu thuyền ngự. Mih Êa không dấu được phẩn uất, từ chối rằng: Vợ phương nam man rợ quê mùa, y phục xấu xí, ngôn ngữ thô lỗ, không giống các phi tần đất Việt. Nay nước tan, chồng mất, chỉ mong một chết là thoả lòng; nếu cưỡng bức hợp hoan, ngại nổi làm dơ mình vua vậy. Đoạn, nàng lén lấy tấm chăn thổ cẩm vừa tự dệt quấn lấy kín thân mình rồi nhảy xuống sông Châu Giang mà chết. Nhà vua kinh hoàng tự hối, muốn cứu nhưng không sao kịp nữa.
- H'bia Suryah Bunga Dewee hay Suryah Đê-wi (Thế kỷ XII) Là chị gái ruột của Vancaraya thuộc dòng dõi hoàng gia Vijaya. Suriyah Bunga Dewi sau này thành vợ của Vua Nam Champa Jaya Harivarman I xứ Paduranga và trở thành thứ hậu. Khi người Khmer đánh chiếm và đô hộ bắc Chiêm Thành, Suriyah Bunga Dewi đề nghị chồng là vua Jaya Harivarman I mang quân sang giúp em trai mình là Vancaray đánh đuổi người Khmer và giải phóng kinh đô Vijaya của xứ Bắc Chiêm Thành. Sau cuộc kéo quân ra bắc, Jaya Harivarman I đã đánh đuổi được người Khmer và ngay lập tức kiểm soát hết toàn bộ lãnh thổ bắc Chiêm Thành với ý định nhằm thống nhất toàn cõi dân Chiêm Thành .Vụ việc dẫn đến người sự chống đối quyết liệt của người Rang Đê dưới sự lãnh đạo của Vancaraya.
- Dam Khing Jŭ Vancaraya (1125- 1169) Vancaraya là tên gọi bằng tiếng Pali Sanskrit Ấn Độ Vancaraya (वैनसीएराया), tiếng ÊĐê thường gọi là Dam Khing Jŭ có nghĩa là Thủ Lĩnh Da Nâu. Theo sử liệu Trung Quốc thì Vancaraya được nhắc đến với tên gọi (鷹 明 葉 Bính âm: YingMingYe, âm Hán Việt: Ưng Minh Diệp), là một thủ lĩnh người Rang Đê, cũng là một hoàng tử thuộc hoàng gia Vijaya miền bắc Champa, giai đoạn lịch sử này, người Êđê và Jarai chưa phân li thành hai tộc người riêng như ngày nay. Sự kiện lịch sử theo bia ký Champa ghi lại rằng: Đó là vào giữa thế kỷ thứ XII, vương quốc Champa bị phân chia làm hai miền. Miền nam, tức là tiểu vương quốc Panduranga (thuộc vùng Ninh Thuận ngày nay), đặt dưới quyền lãnh đạo của vua Jaya Harivarman I. Ngược lại, tiểu vương quốc Vijaya (Ngày nay thuộc địa bàn huyện Tuy Phước tỉnh Bình Định) ở miền Bắc đặt dưới quyền đô hộ Đế chế Khmer. Vì không thể chấp nhận sự thống trị của người dị chủng Campuchia, vua Jaya Harivarma I ở miền Nam tiến quân ra bắc giải phóng kinh đô Vijaya vào năm 1149, giết được hoàng tử Harideva, lãnh đạo đoàn quân viễn chinh Campuchia. Sau ngày thắng trận, thay vì Jaya Harivarman I phải rút quân trở về Panduranga, ông ta lại lợi dụng tình thế, tự xưng vương ở Vijaya, mặc dù ông ta biết rằng quyền nối ngôi ở Vijaya phải thuộc về hoàng tử Vancaraya, chính là em ruột của vợ ông (Vua Jaya Harivarnann I có một người vợ gốc Rang Đê). Nhằm phản đối lại sự đoạt ngôi này, các bộ tộc Rang Đê mà bia ký gọi là Kiratas phất cờ vùng dậy đưa hoàng tử Vancaraya lên làm vua ở Vijaya. Vua Jaya Harivarman I không còn giải pháp khác để giải quyết sự khủng hoảng chính trị này, quyết định vào năm 1151 tấn công đoàn quân người Rang Đê và nhóm quân Kiratas khác do hoàng tử Vancaraya lãnh đạo. Thất trận, hoàng tử Vancaraya chạy sang Đại Việt cầu cứu viện trợ. Vua Lý Anh Tông sai tướng Nguyễn Mông cùng 5.000 binh sĩ từ Thanh Hóa vào tiếp cứu nhưng bị đánh bại, Nguyễn Mông và Vancaraya đều bị tử trận. Toàn bộ các thung lũng ven núi như Êa Drang, Êa Pa, Êa Ryu nơi người Rang Đê cư trú đều đặt dưới sự kiểm soát trở lại của Vua Jaya Harivarman I gốc người miền nam Champa. Đây có thể là mối liên hệ sớm nhất giữa bộ lạc Tây Nguyên với người Việt.
- Dam Sri Agara Là một thủ lĩnh gốc người Rang-Đê. Sau những thất bại của Dam Khing Jŭ (Vancaraya) nhóm người Rang-Đê tiếp tục kháng cự không chịu chấp nhận Ấn Độ hóa bộ lạc Rang-Đê của người Chăm.Năm 1191 tại Vijaya, Surya Jayavarman (hoàng tử In) bị Rasupati, một hoàng thân Champa, đánh bại phải chạy về lại Chân Lạp. Rasupati tự xưng là vua xứ Vijaya, hiệu Jaya Indravarman V. Không nhìn nhận vương quyền mới này, Jayavarman VII cho Jaya Indravarman IV (cựu vương Champa và cũng là cha của hoàng tử In) về Bắc Champa chiếm lại ngôi báu. Jaya Indravarman IV được Suryavarman (hoàng thân Sri Vidyananda) tiếp sức mới chiếm được Vijaya, Rasupati (Jaya Indravarman V) bị xử trảm. Thay vì giao thành lại cho vua Champa cũ, Suryavarman chiếm luôn Vijaya; Jaya Indravarman IV liền kêu gọi dân chúng tại Amavarati và các làng Ulik, Vyar, Jriy, Traik chống lại. Năm 1192, Jaya Indravarman IV bị tử trận tại Traik. Suryavarman thống nhất lại đất nước, lên ngôi vua và tìm cách tách khỏi ảnh hưởng của đế quốc Angkor. Hay tin hoàng thân Suryavarman làm phản, Jayavarman VII cử đại quân, trong số này có cả người Rang-Đê (do tướng Jai Ramya cầm đầu), sang đánh Champa. Cuộc chiến kéo dài từ 1193 đến 1194, đại quân Khmer bị đánh bại. Thay vì theo quân Khmer về nước, một người Rang-Đê tên Sri Agara chiếm một vùng đất lớn từ Amavarati đến Pidhyan (Phú Giang, bắc Phú Yên) rồi tự xưng vương năm 1193, hiệu Mtao Ayna PôKa. Sau đó, tướng Dhanapati được lệnh vua Khmer đánh dẹp các cuộc nổi loạn tại Champa, đặc biệt là người Êđê trên cao nguyên. Mtao Ayna PôKa bị bắt sống đem về Campuchia trị tội và bị xử tử tại Angkor. Dhanapati được phong toàn quyền cai trị xứ Champa. Champa trở thành một tỉnh của đế quốc Khmer lần thứ hai.
- Hbia Drah Hjan (1630-1654) là con gái của một thủ lĩnh Êđê Adham thuộc vùng Čư̆ Mgar, có nơi gọi là H' Drah Hjan Kpă, Ea Hleo phía bắc Dak lak ngày nay, H' Drah Hjan tiếng Êđê nghĩa là Công chúa Hạt Mưa sau này trở thành hoàng hậu thứ của Vương Triều Champa suy tàn trước sức ép của nam tiến của người Việt. Truyện kể lại rằng:

Một phụ nữ quyền quý thuộc dòng dõi Rhade đã hạ sinh một cô con gái trong đêm tháng ba (âm lịch) lúc trời đất vào khoảng khắc chuyển mùa từ mùa khô sang mùa mưa đúng lúc năm mới ở các xứ Lào, Khmer, Xiêm La (Thái Lan), cũng là năm mới trong tháng lịch nông nghiệp của người Êđê, Drah jan sinh ra khi trời đất nổi những cơn sấm ầm ầm trong đêm và giọt mưa đầu mùa tí tách trút xuống như hạt máu vì sau tháng mùa khô ầy bụi đất, vì thế mưa đầu mùa người Êđê gọi là " Drah Hjan " nghĩa là " mưa máu " là giọt mưa nước mắt bằng máu của tổ tiên (atau) khóc cho con cháu dưới trần gian. Mẹ của Drah Hjan qua đời sau khi bà hạ sinh Drah Hjan trong đêm lạ lùng đó. Cho nên tới bây giờ người Êđê vẫn còn phong tục " Kăm Mah" khi có giọt mưa đầu mùa kèm theo những tiếng sấm thất kinh đất trời Tây Nguyên, Kăm mah nghĩa là " kiêng cữ đeo trang sức vàng bạc " tức là phụ nữ Êđê không được ra ngoài trong mưa, không đeo vàng bạc trang sức vì đó là ngày một phụ nữ Êđê quyền quý qua đời cũng là ngày hạ sinh một cô công chúa Drah Hjan huyền bí sau này sẽ là bà hoàng của một Vương Quốc (Hơ Bia). Riêng người Chăm thì cho rằng theo các nhà chiêm tinh Bà La Môn của Vua Po rê mê thì hạt mầm nảy lộc làm vực dậy vương quốc Chăm pa lại chính là từ người Rhade, các nhà thuật chiêm tinh của Poerme tin rằng Drah jan chính là vị thần có thể hồi sinh nòi giống Chiêm Thành. Từ đó đích thân Pô Rê mê sang vùng đất Rhade để rước Drah jan về, Pô rê mê vốn là người tin vàu thuật bói khóa, chiêm tinh, Dù ông nhiều bà vợ nhưng duy nhất Drah Hjan là người hạ sinh nhiều con cái cho hoàng triều nhất. Chúa nhà Nguyễn, Nguyễn Phúc Tần sai cai cơ Hùng Lộc mang 3000 quân đánh chiếm vùng đất còn lại của Champa từ Nha Trang đến Sông Phan Rang. Po Romê bị bắt trong trận chiến này, ngài bị nhốt vào Rọ, bỏ đói bỏ khát trên đường đưa về Huế, có lẽ trên đường đi ngài đã tự tử (Lược sử Dân tộc Chàm Dohamide gọi là Ba Bì đã tự tử). Theo tục lệ đạo Bà La Môn, người ta hỏa thiêu xác vua, khi đó chỉ có bà hoàng hậu Ê Đê là H'Bia Drah Hjan đã lặng lẽ âm thầm tiến đến gần nhảy vào lửa chết theo chồng,vì hoàng hậu cả là bà Drah Jih theo đạo Hồi (Chăm BàNi) theo giáo luật Hồi giáo không giám tuẫn tiết theo vua. Để tưởng nhớ đến một vị hoàng hậu cuối cùng của Vương triều Champa này nên được nhân dân thờ Bà trong một ngôi tháp phụ, rồi khi ngôi tháp sụp đổ, tượng của bà được đưa vào tháp chính phía bên phải tượng Vua là người chồng của mình. Sự hi sinh chung thủy của Drah Hjan đến nỗi người Chăm coi bà như Nữ Thần và gọi là Pô Bia Drah Hjan. Đây có thể là mối liên hệ cuối cùng về hôn nhân giữa các triều đại Champa với người Rangđêy. Người Chiêm Thành đã có những câu ca rằng:
Ba hoàng hậu Drah Hjan, Drah Jih, Drah Yang,Làm náo động sân đình chỉ vì thần Po Rame đẹp trai.Ba hoàng hậu Drah Hjan, Drah Jih, drah Yang, Sắc đẹp toả sáng như thần mặt trời mọc lên.(Drah Jan: hoàng hậu người Êđê, Drah Jih: hoàng hậu cả người Chăm Hồi giáo Bàni, Drah Yang: có ý kiến cho rằng những người vợ Pô Reme theo Hồi giáo gốc Kelantan (Bắc Malaysia)''
Như vậy vua Pô Reme 4 bà vợ:
Một người Cham Bà-ni là công chúa nhà vua Pô Muh Taha;
Một người Malaysia, để bang giao với thế giới Mã Lai.
Một người Ê đê, Vua Pô rê mê và các thuật sĩ chiêm tinh Bà La Môn khi đó tin rằng để phục hồi sức mạnh Champa xưa cũ nhằm gây dựng lại cơ đồ vực dậy hồi sinh giống dân Chiêm Thành về sau;
Và bà vợ Việt là Công nữ Ngọc Khoa Bia Ut, như là kế hoãn binh với người Việt để tái thiết Đất nước.
Thông tin khác: Tương truyền vào năm 1471, khi thân chinh cầm quân tấn công tiêu diệt Champa,vua Lê Thánh Tông dừng tại chân núi, cho quân lính trèo lên khắc tên, ghi rõ cương vực Đại Việt (Việt Nam ngày nay) tại nơi này. Vì thế, núi được gọi là núi Đá Bia.Trên núi có 1 tảng đá cao 76m, tương truyền năm 1471, vua Lê Thánh Tông đã đến đây và cho khắc lên mặt khối đá bài văn (nên sau gọi là hòn Đá Bia) dòng chữ khẳng định chủ quyền Đại Việt.Về nội dung văn bia, các tài liệu có sự giải chép khác nhau, tựu trung có ba nội dung như sau: "Chiêm Thành quá thử, binh bại quốc vong, An Nam quá thử, tướng tru binh chiết" nghĩa là "Chiêm Thành vượt qua nơi này, binh thua nước mất, An Nam vượt qua nơi này, tướng chết quân tan"; hoặc "Dĩ Nam Chiêm Thành, dĩ Bắc dân triều mệnh Việt Nam" nghĩa là "Từ đây về Nam là Chiêm Thành, từ đây về Bắc dân chịu mệnh Việt Nam"; cũng có tài liệu nói rằng văn bia chỉ là hai chữ "Hồng Đức", là niên hiệu của vua Lê Thánh Tông. Theo tryền thuyết người Êđê Phú Yên truyền thuyết của người Êđê, núi Đá Bia là Kut Hbia Bhi (mộ của bà HơBhí). Hbia Bhí là tên gọi khác của Hơbia Drah Hjan là người dân tộc Êđê, vợ của vua Pôrômê là vị vua tài giỏi của người Champa xưa kia,sau khi HơBia Bhí (một trong 3 người vợ của vua Pôrômê) mất, người ta đã đắp cho bà ngôi mộ thật to lớn, đó chính là núi Đá Bia ngày nay.

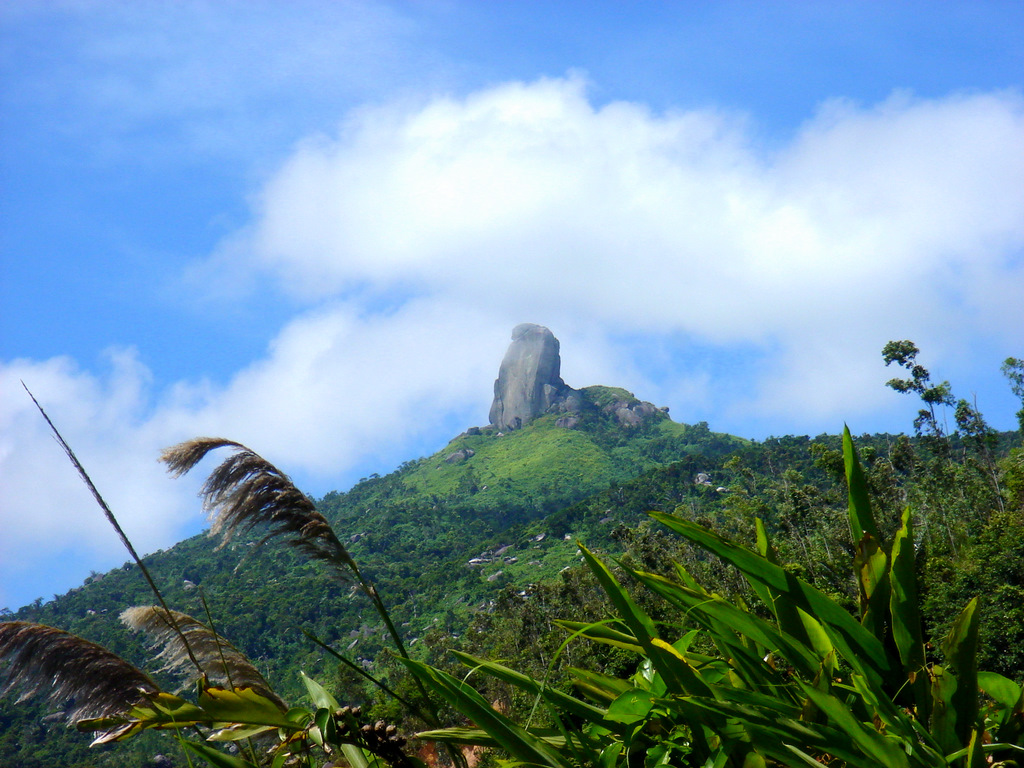
Núi Đá Bia, phía nam Phú Yên - Theo Truyền thuyết nói rằng sau khi HơBia Bhí (tên gọi khác của hoàng hậu Drah Jan) mất, người ta đã đắp cho bà ngôi mộ thật to lớn, đó chính là núi Đá Bia ngày nay.

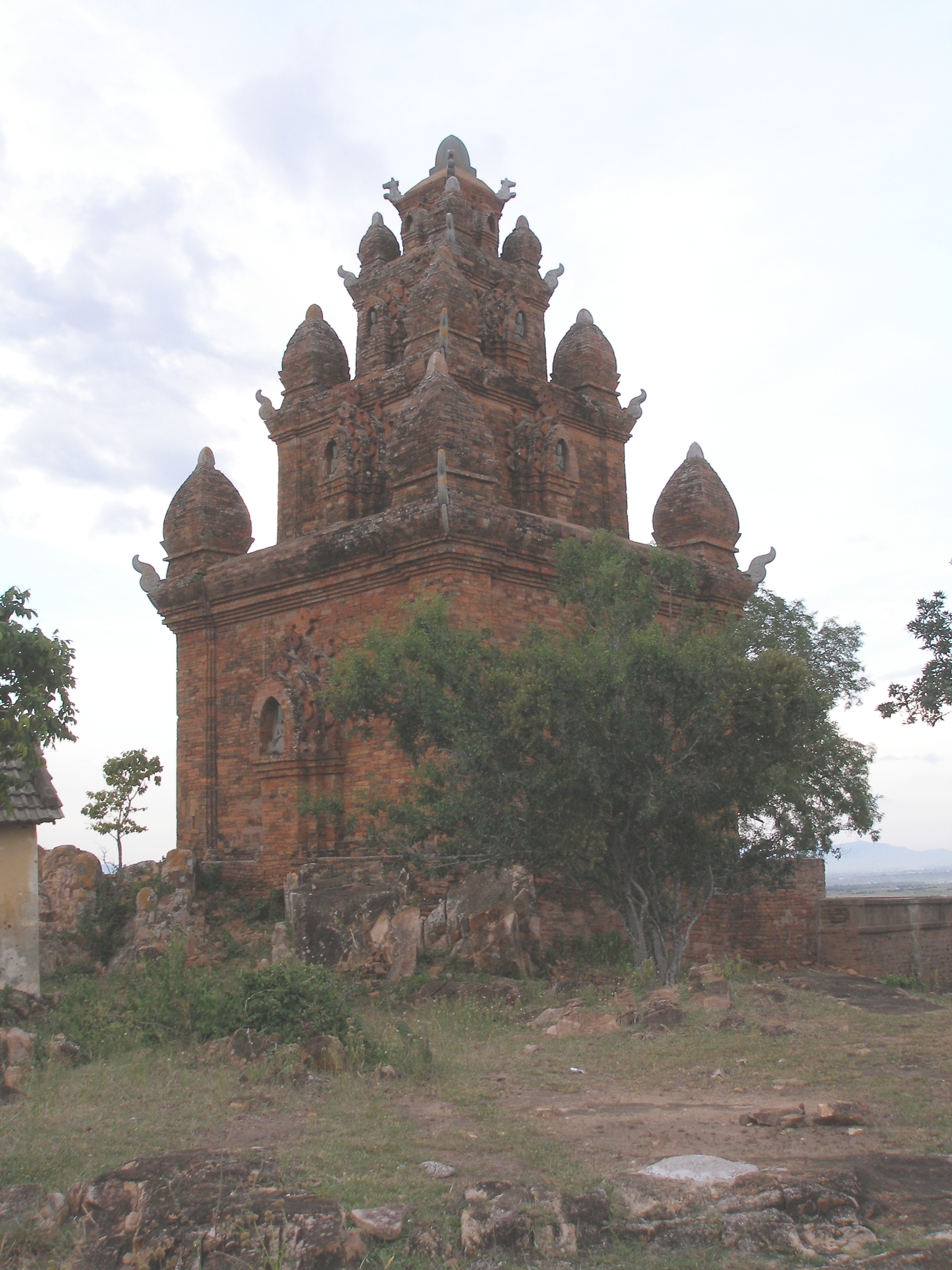
Tháp Pô Reme tại Ninh Phước tỉnh Ninh Thuận thờ Vua Pô Remê và hoàng Hậu Drah Hjan người Êđê

- Y Jut Hwing (1888-1934) sinh ra tại Buôn Kram, xã Êa Tiêu trước đây thuộc huyện Krông Ana, nay thuộc huyện Čư̆ Kuiñ, tỉnh Dak Lak. Sinh ra trong cảnh nước mất nhà tan, Y-Jut cùng các trẻ em nam khác bị thực dân Pháp bắt cóc và giao nộp cho Trường Prancios-Rhade để đào tạo trí thức tay sai cho thực dân Pháp. lợi dụng cơ hội này Y Jut quyết tâm học hành, đem ánh sáng văn hóa trở lại phục vụ quê hương, buôn làng và đó cũng là cơ hội tốt nhất để giải phóng đồng bào ra khỏi ách áp bức bóc lột. Y Jút tốt nghiệp sơ học tại Trường Franco – Rhade Buôn Ma Thuột, tốt nghiệp tiểu học ở Huế và năm 1912 học trung học tại Trường Lycee Khải Định Huế. Năm 1916 Y Jut tốt nghiệp trung học, được bổ nhiệm làm giáo viên tại Trường Franco – Rhade Buôn Ma Thuột. Trước cảnh sống tối tăm và khổ nhục của đồng bào do chính sách ngu dân của thực dân Pháp, ngay từ những năm đầu bước vào nghề dạy học, Y Jút đã nuôi hoài bão giải thoát người ÊĐê ra khỏi nạn mù chữ. Kết hợp với bạn bè như Y Ut Niê, Y Blŭl Êban tìm hiểu mẫu tự La tinh và vần Êđê đặt ra bộ chữ viết Êđê ngày nay. Sau đó bộ chữ này được đốc học Angtoamaki và Sabatier tu chỉnh lại vào năm 1920. Latinh hóa tiếng Êđê và thầy đã thành công. Ngoài ra, Y Jút còn là người phụ trách biên soạn bộ giáo trình Rhade – Pháp(Rhade-Francios) loại bỏ giáo trình Pháp-Rhade (Francios-Rhade) dùng để giảng dạy trong nhà trường nghĩa là học sinh bản địa Êđê học chữ Êđê trước sau đó mới học chức Pháp. Chữ Êđê là một trong những bộ chữ của các tộc người bản địa Tây Nguyên được xây dựng sớm nhất ở khu vực từ cơ sở chữ Latinh nhằm mục đích phục vụ giáo dục, với ý thức tự tôn dân tộc, nhằm giúp cho người Êđê có chữ viết. Sau này mới được các linh mục người Pháp, các mục sư Tin lành người Mỹ góp ý sửa chữa để chép kinh thánh bằng tiếng Êđê. Điều này không giống với quá trình xây dựng và hình thành bộ chữ của một số tộc người Tây Nguyên khác như: Jarai, Bana, Ka Ho... đều do các đức cha giáo phận mời trí thức các dân tộc cùng tham gia biên soạn, hướng chính vào mục đích phổ biến kinh thánh Cơ đốc và Tin lành. Trải qua nhiều năm tháng, bộ chữ Êđê ban đầu do hai thầy Y Jut và Y Ut biên soạn vẫn được coi là khoa học nhất và rất ít bị thay đổi. Ngày nay hầu hết người Êđê sử dụng thành thạo chữ viết này. Y-Jut bị đầu độc và qua đời năm 1934 tại Buôn Ma Thuột còn Y-Ut Niê BuônRit (Ama Puk) bị kẻ xấu ám sát bằng súng năm 1962 tại Buôn Trăp Krông Ana trong khi trên đường về dạy học cho các trẻ em Êđê. Ông Y Ut cũng là một dân biểu quốc hội trong chế độ cũ Việt Nam Cộng Hòa.

## Các nhân vật
| Tên                          | Sinh thời | Hoạt động |
| ---------------------------- | --------- | --- |
| Nổi tiếng trong giới Hoa hậu |           | |
| H'Hen Niê                    | 1992-...  | Hoa hậu Hoàn vũ Việt Nam 2017, Top 5 Hoa hậu Hoàn vũ 2018, Timeless Beauty – Vẻ đẹp vượt thời gian 2018, quê buôn Sứt M’đưng, xã Čư Suê, huyện Čư M'gar, tỉnh Đắk Lắk |
| H'Ăng Niê                    | 1992-...  | Á quân Người mẫu Thời trang Việt Nam 2018, Á hậu Siêu mẫu Thế giới 2018, quê ở Buôn Hồ, tỉnh Đắk Lắk |
| Các nhân sự Nhà nước         |           | |
| Y Jut Hwing                  | 1888-1934 | Nhân sỹ trí thức, tác giả chính của bộ chữ viết Ê đê ngày nay. Thời Pháp thuộc ông từng phụ trách biên soạn bộ giáo trình Rhade – Pháp (Rhade-Francios) loại bỏ giáo trình Pháp-Rhade (Francios-Rhade) dùng để giảng dạy trong nhà trường, quê nay là xã Ea Tiêu huyện Cư Kuin, tỉnh Đắk Lắk. |
| Y Bih Alêô                   | 1901-1987 | Tham gia phong trào đấu tranh chống Pháp do Y Jut và Y Ut lãnh đạo, sau đó đi lính khố xanh cho Pháp. Năm 1945 ông theo Việt Minh, tham gia những ủy ban hành chánh lâm thời. Sau đó tham gia và đảm nhận phó chủ tịch Mặt trận DTGP MNVN, quê xã Ea Ñuôl, thị xã Buôn Ma Thuột               |
| Y Wang Mlô Aduôn Du          | ?-?       | Phó Chủ nhiệm Ủy ban Dân tộc Chính phủ Việt Nam. Quê Buôn Tring, phường An Lạc, thị xã Buôn Hồ, tỉnh Đắk Lắk. |
| Y Blŏk Êban                  | 1921-2018 | Thiếu tướng QĐNDVN, năm 1976 giữ chức Chủ tịch tỉnh Đắk Lắk, đại biểu Quốc hội Việt Nam các khóa 3, 4, quê thành phố Buôn Ma Thuột |
| Y Ngông Niê Kdăm             | 1922-2001 | Trí thức, bác sĩ, Nhà giáo Nhân dân, Chủ tịch UBND tỉnh Đắk Lắk, quê thị trấn Ea Pôk, huyện Cư M'gar, tại Đắk Lắk |
| Y Bhăm Êñuôl                 | 1913-1975 | Người tham gia thành lập và lãnh đạo tổ chức FULRO, chủ trương chấm dứt phân biệt đối xử các dân tộc thiểu số, năm 1975 bị Khmer Đỏ sát hại tại Phnôm Pênh, quê Buôn Kram xã Ea Tiêu huyện Cư Kuin, Đắk Lắk                                                                                   |
| MôLô Y Choi                  | 1930?     | Còn gọi là Mô Lô Y Clavi. Nhà thơ Việt Nam, tác giả của bài thơ "Cô gái vót chông" được nhạc sĩ Hoàng Hiệp phổ thành bài hát cùng tên |
| H Ngăm Niê Kdăm              | ?-?       | Phó Chủ tịch Hội Liên hiệp Phụ nữ Việt Nam |
| Y Ly Niê Kdăm                | 1944-...  | Đại biểu Quốc hội Việt Nam khóa 11, Chủ tịch HĐND tỉnh Đắk Lắk, quê thị trấn Ea Pôč, huyện Čư M'gar, Đắk Lắk |
| Niê Thuật                    | 1956-...  | Đại biểu Quốc hội Việt Nam khóa 13, quê xã Čư Drăm, huyện Krông Bông, Đắk Lắk |
| Y Moan Ênuôl                 | 1957-2010 | Thường gọi là Y Moan, nhạc sĩ, ca sĩ, được phong Nghệ sĩ ưu tú và Nghệ sĩ Nhân dân, quê huyện M'Drắk, Đắk Lắk |
| Y Tru Alio                   | 1959-...  | Đại biểu Quốc hội Việt Nam khóa 14, Ủy viên UBTW Mặt trận TQVN, quê xã Êa Tiêu, huyện Čư Kuin, tỉnh Đắk Lắk |
| Y Biêr Niê                   | 1963-...  | Đại biểu Quốc hội Việt Nam khóa 14 (2016-2021), Chủ tịch HĐND tỉnh Đắk Lắk, quê xã Cư Bao, thị xã Buôn Hồ, tỉnh Đắk Lắk |
| Y Thông                      | 1966-...  | Đại biểu Quốc hội Việt Nam khóa 13 (2011-2016), quê xã Ea Bá, huyện Sông Hinh, Phú Yên |
| Y Phôn Ksor                  | 1961-...  | Nhạc sĩ, nhà hoạt động nghệ thuật tại Đắk Lắk |

## Hình ảnh

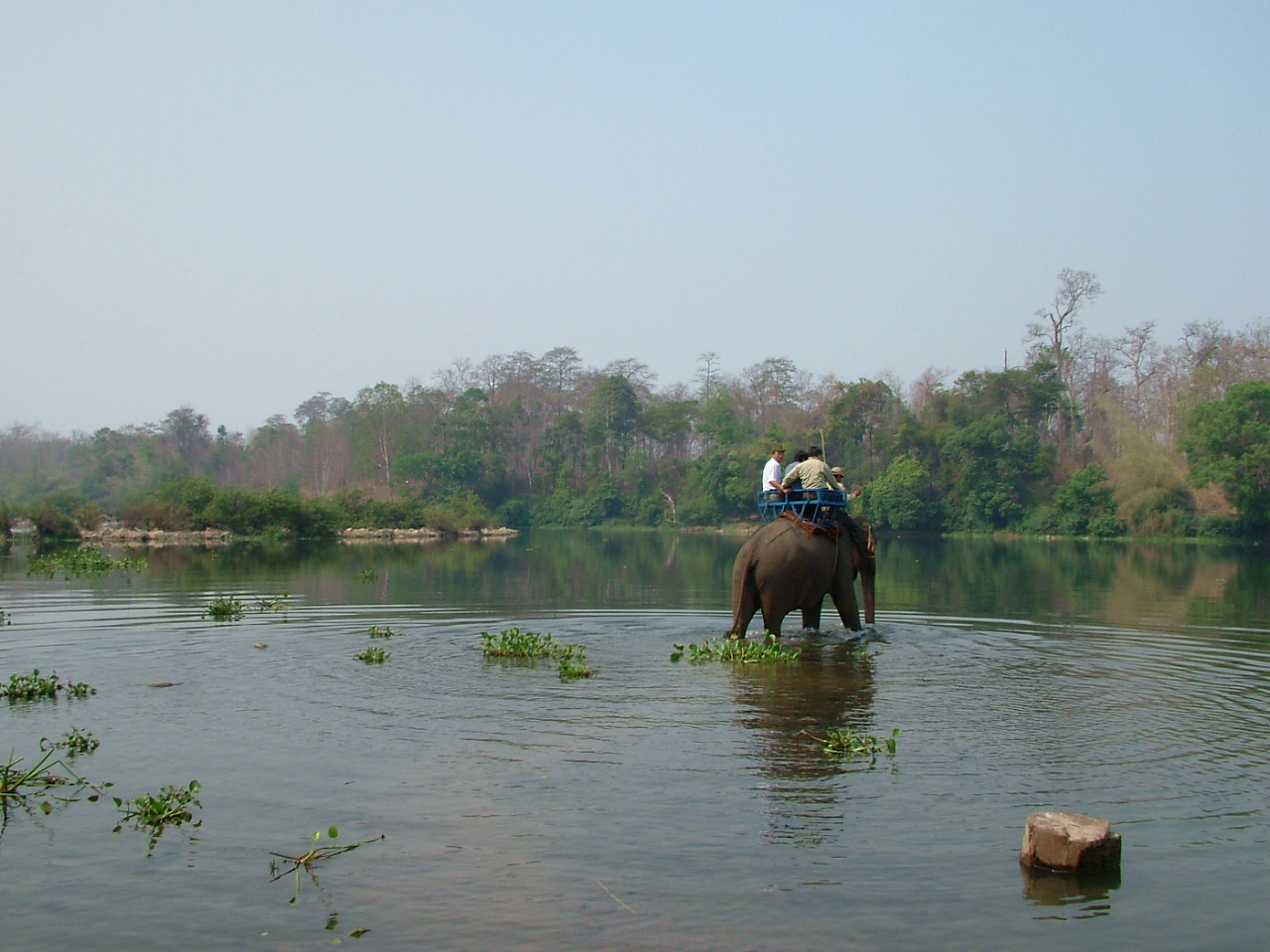
Voi vượt sông Sêrêpôk
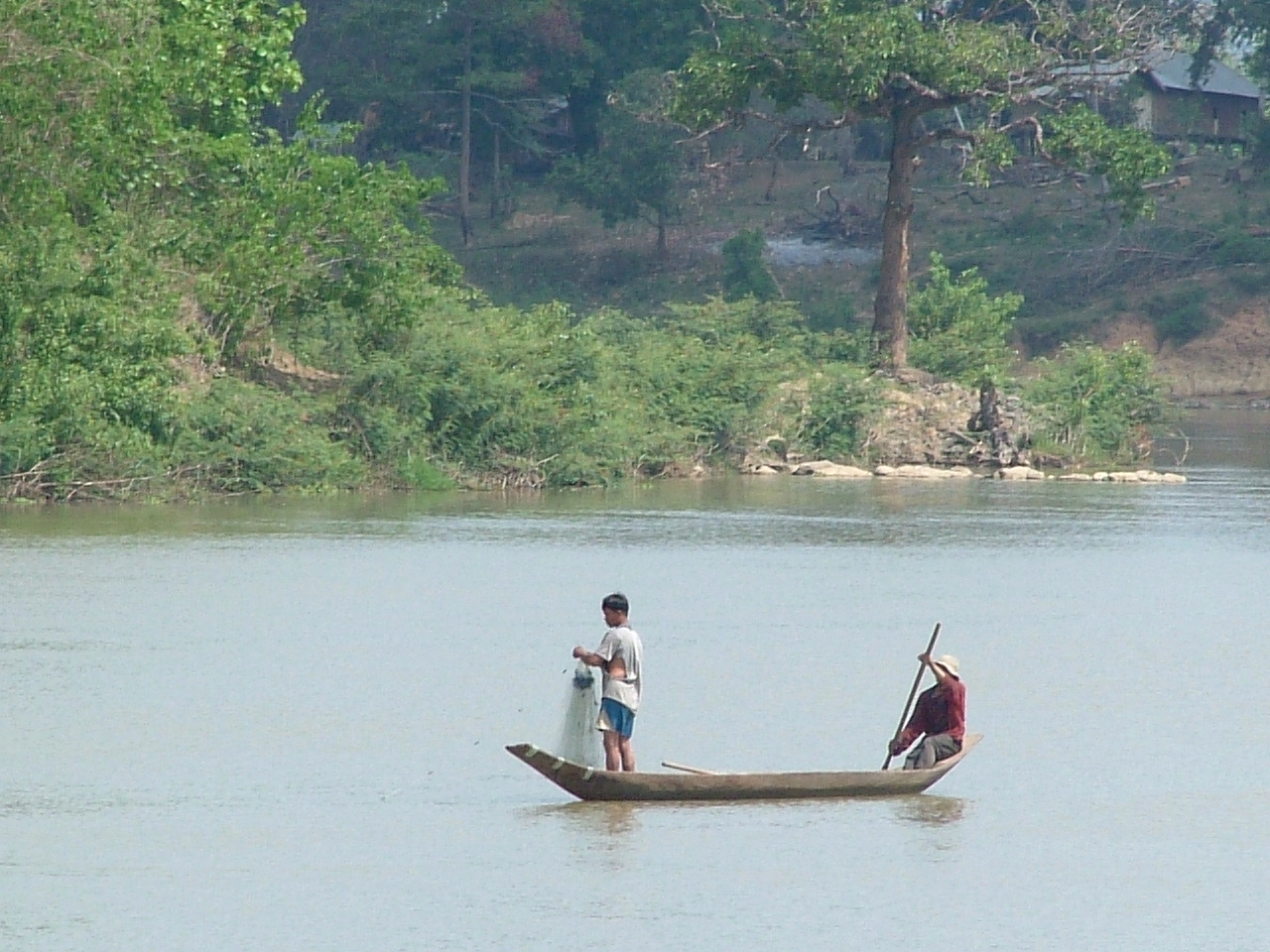
Người Êđê đánh cá trên sông-srepok
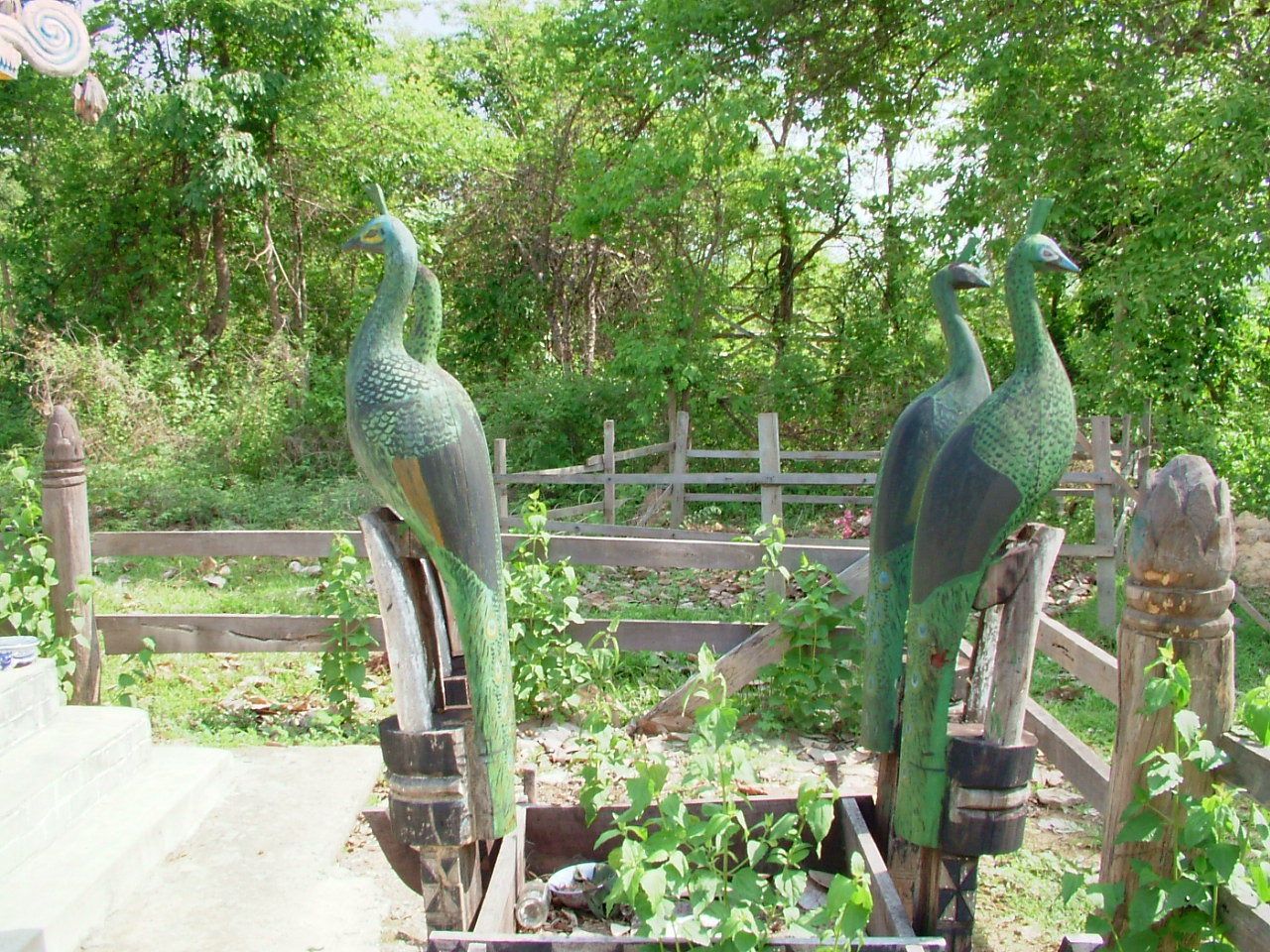
Tượng nhà mồ ở Buôn Đôn
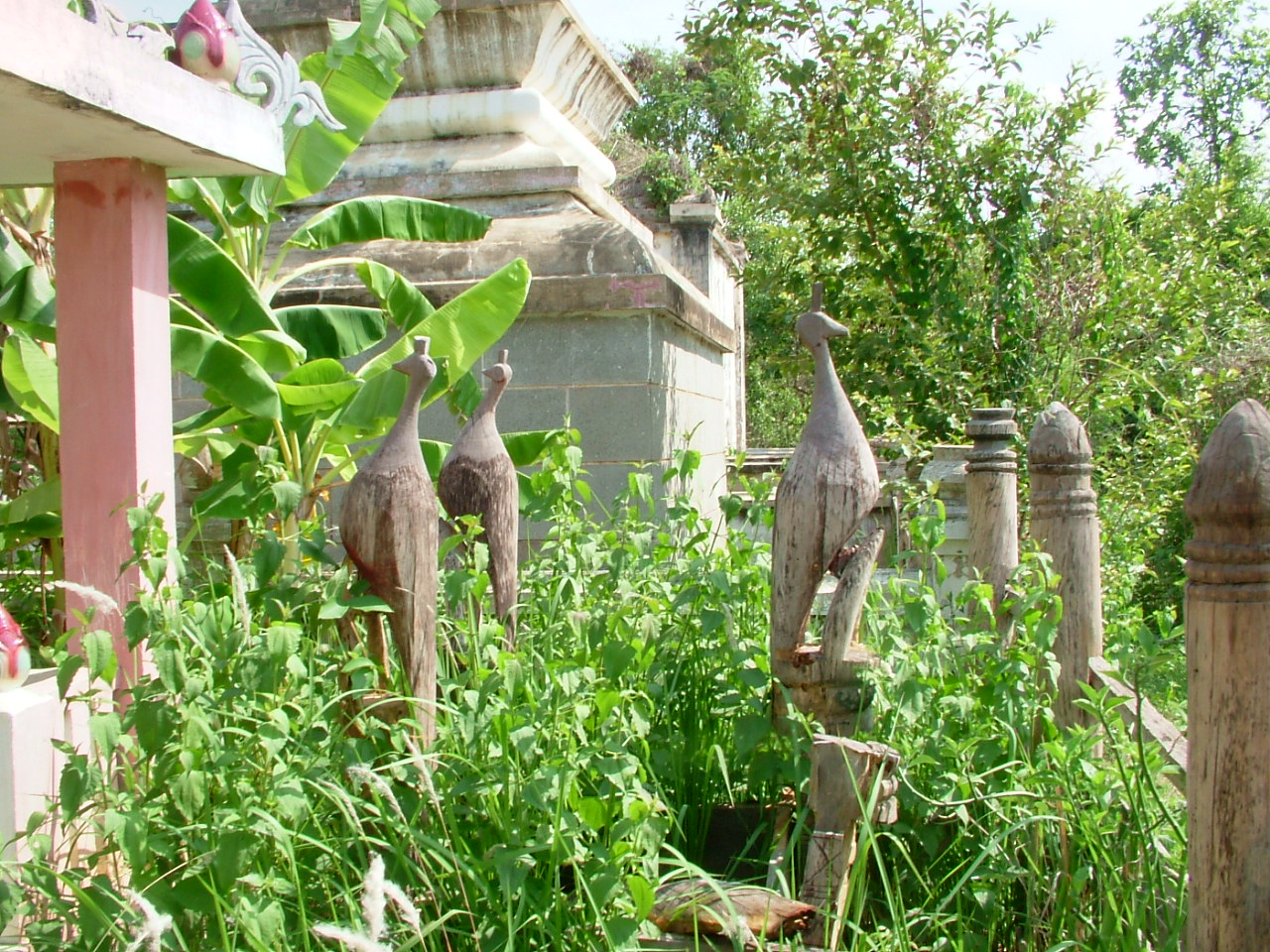
Tượng nhà mồ ở Buôn Đôn.
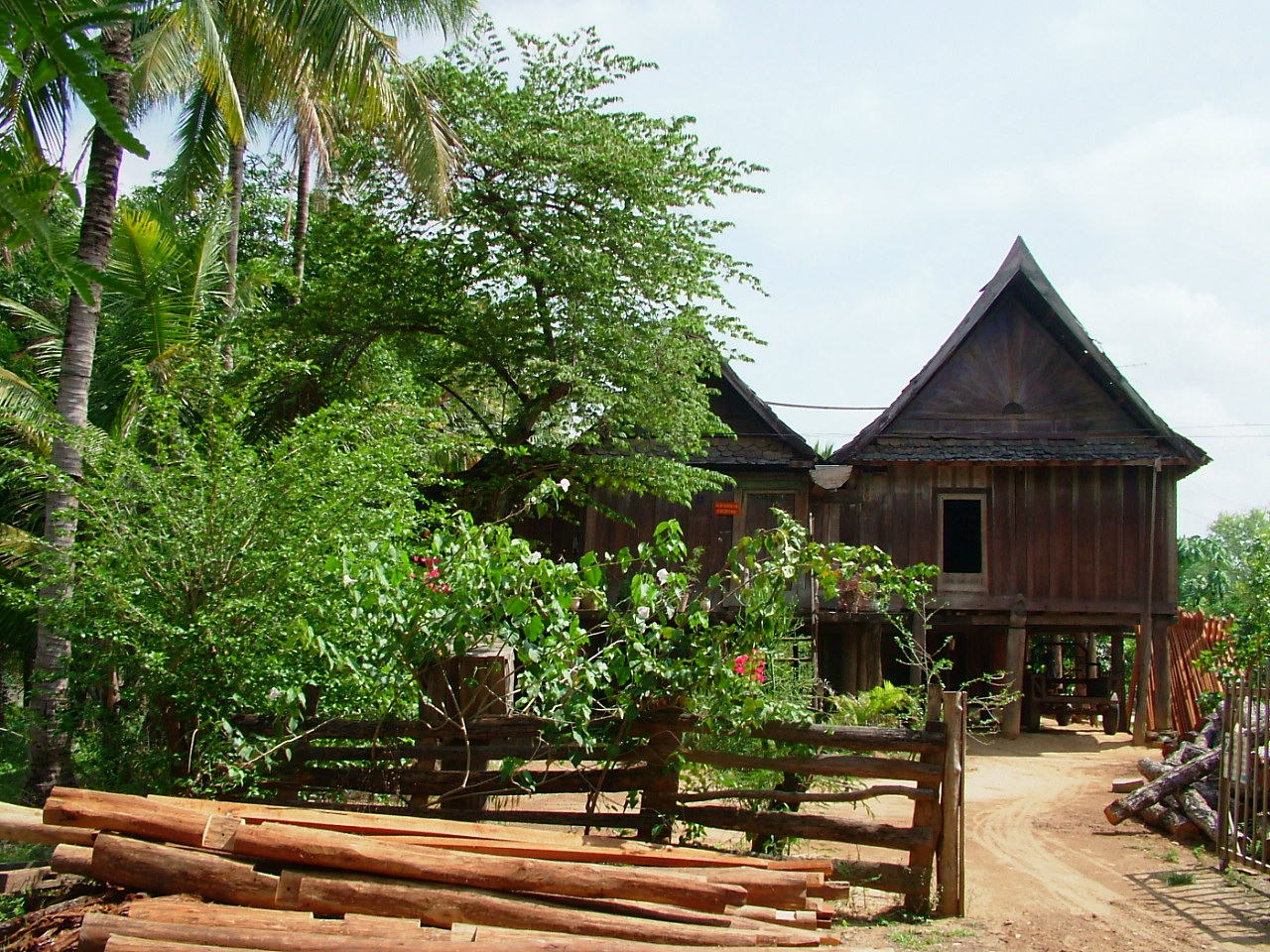
Nhà sàn cổ Buôn Đôn
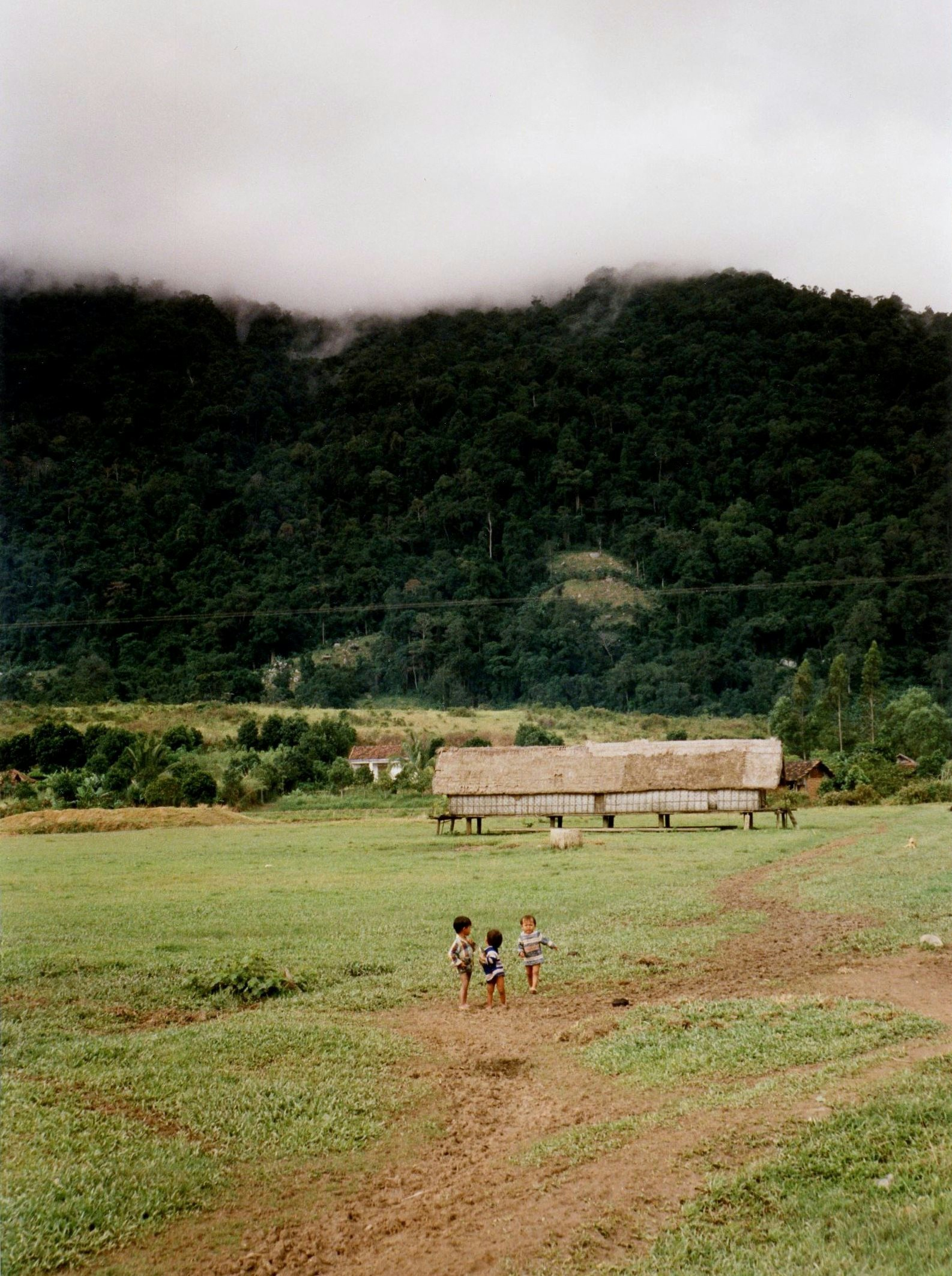
Một ngôi làng Eđê Mdhur trên cao nguyên Mdrak năm 1986
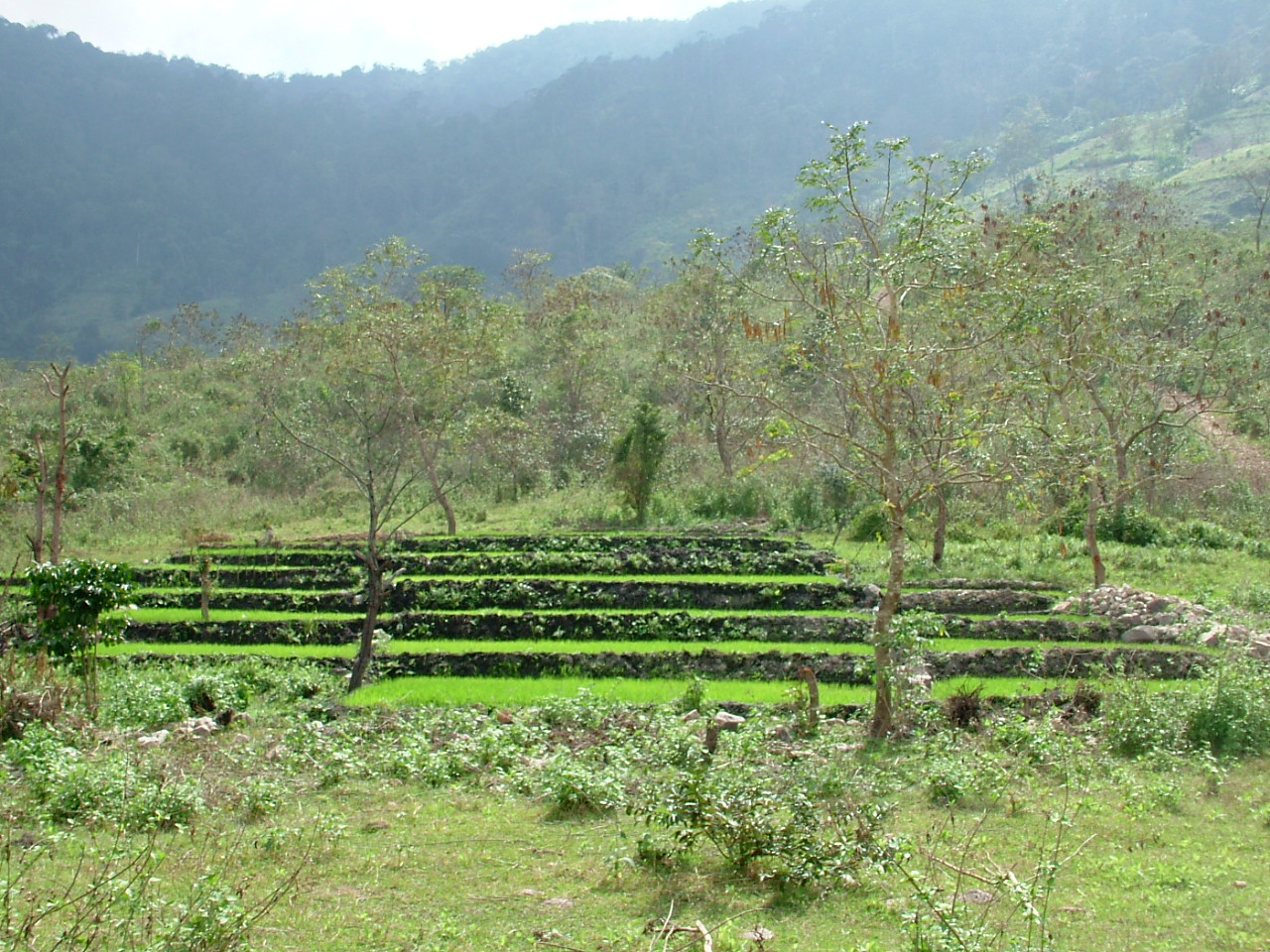
Ruộng bậc thang của người Ê Đê ở Mdrak.
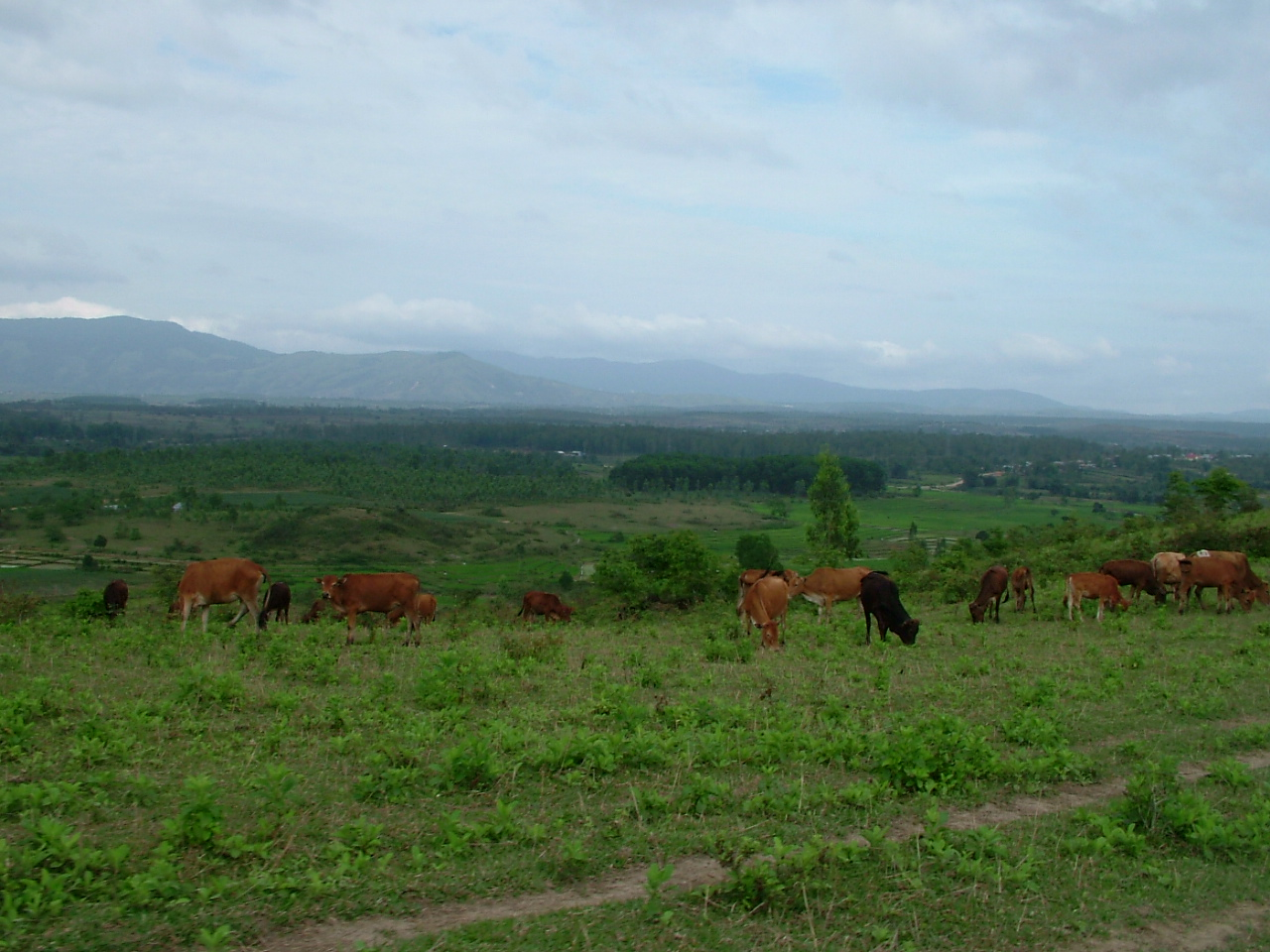
Đàn bò trên thảo nguyên Mdrak.
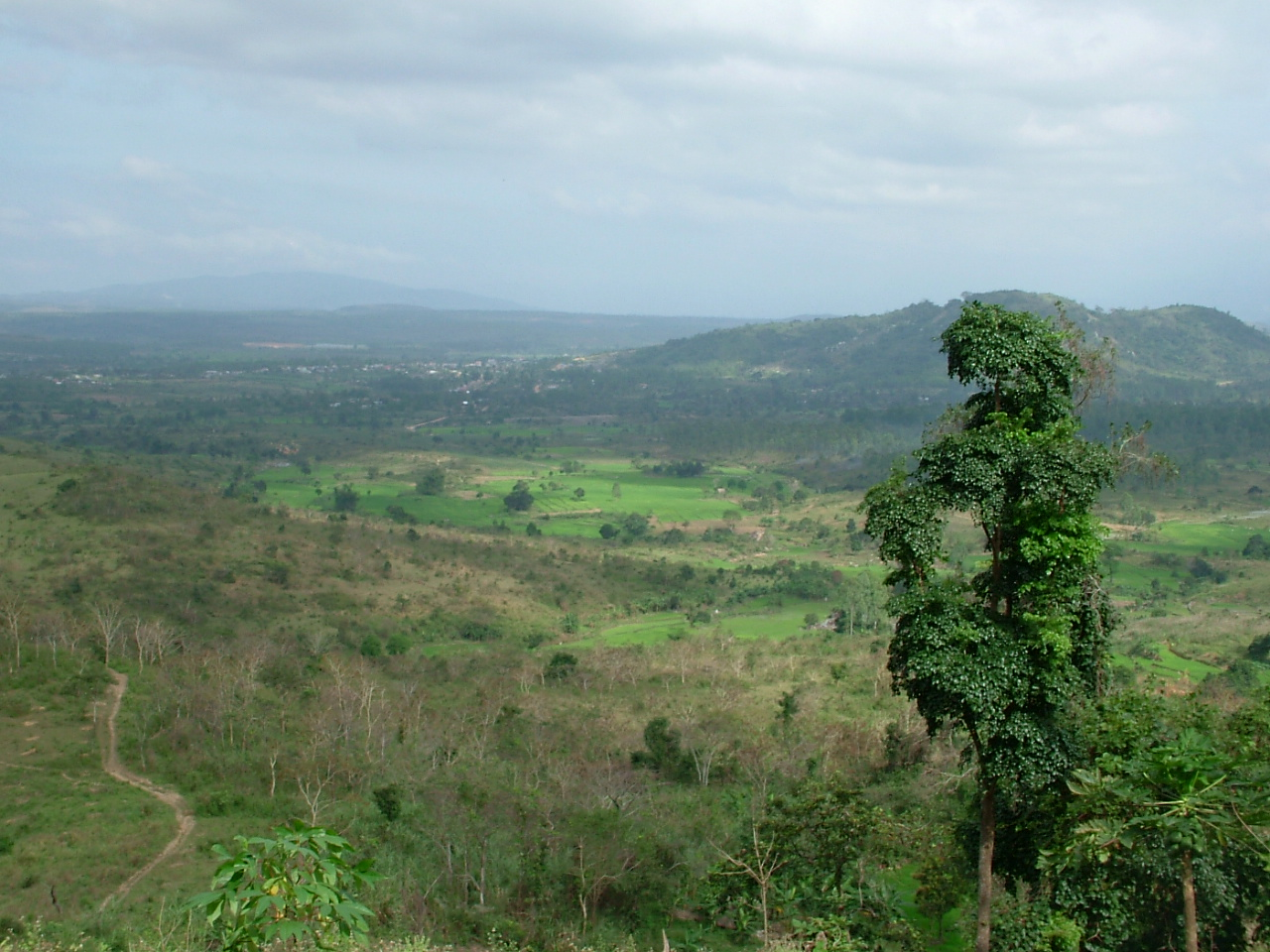
Một góc cao nguyên Mdrak (Đắk Lắk)
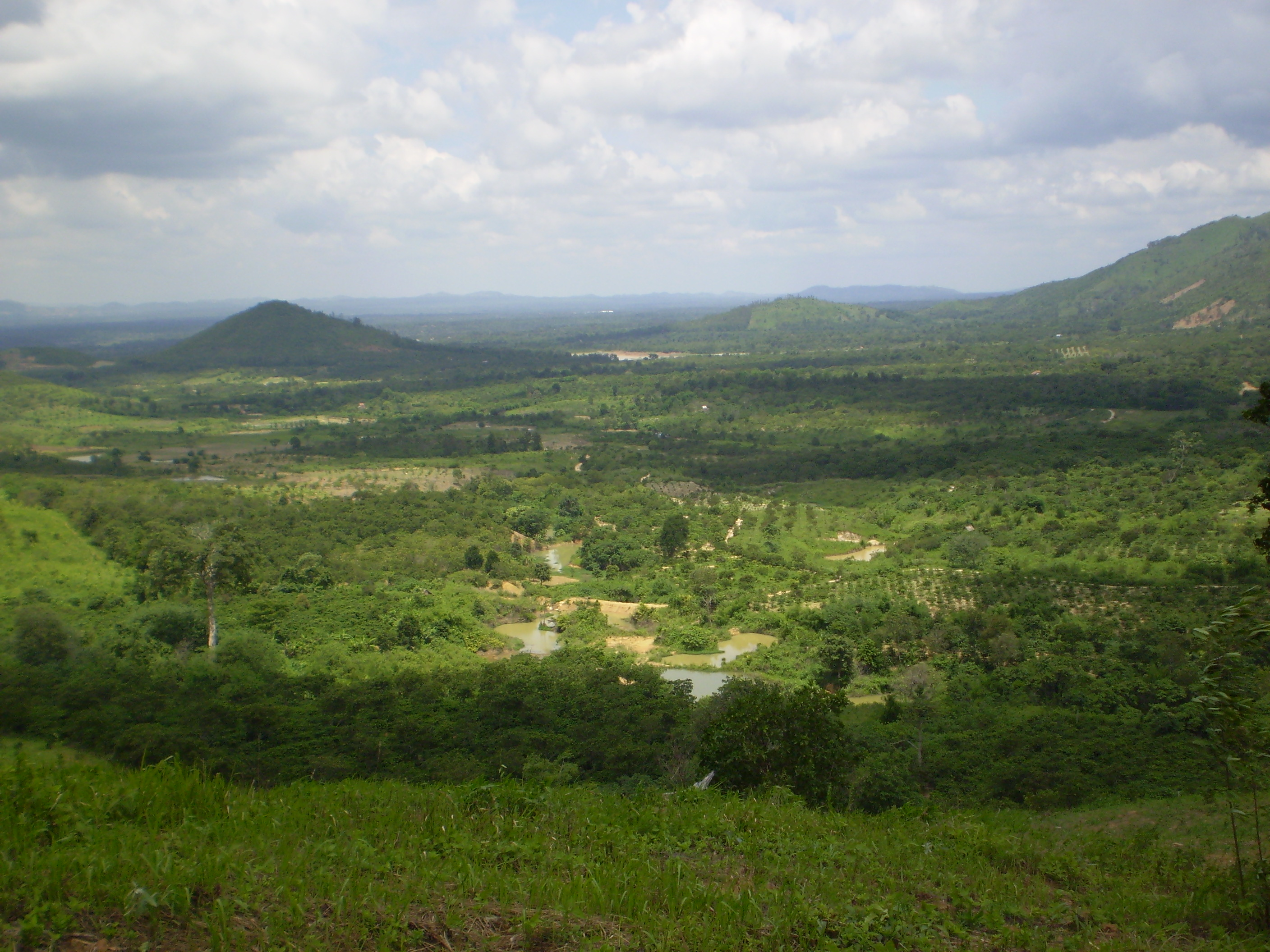
Một góc bình nguyên Ea Kar -Krông Păk nhìn từ đồi Cư Kuin (Đắk Lắk)
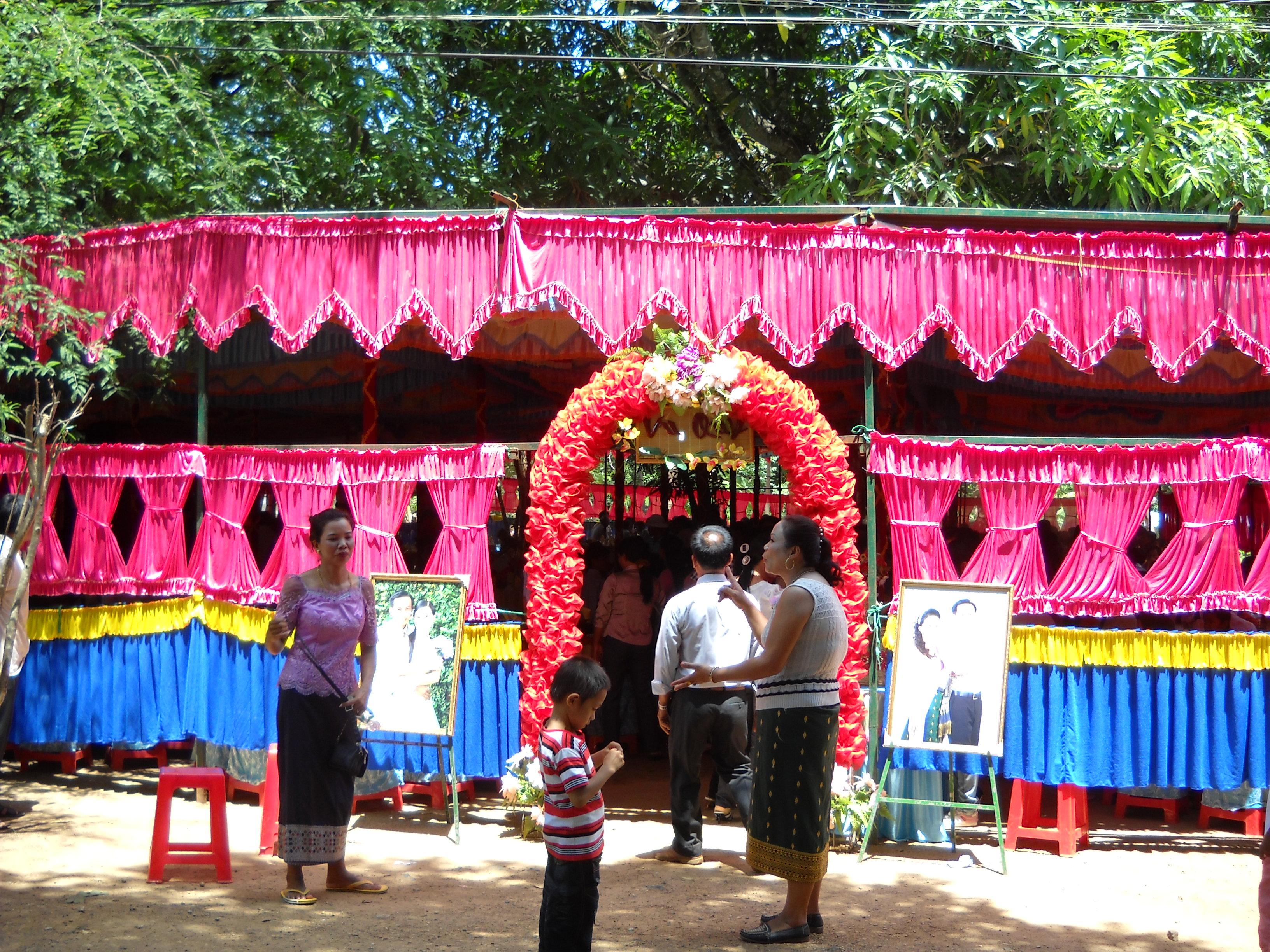
Đám cưới người Eđê ở Buôn Đôn Đắk Lắk
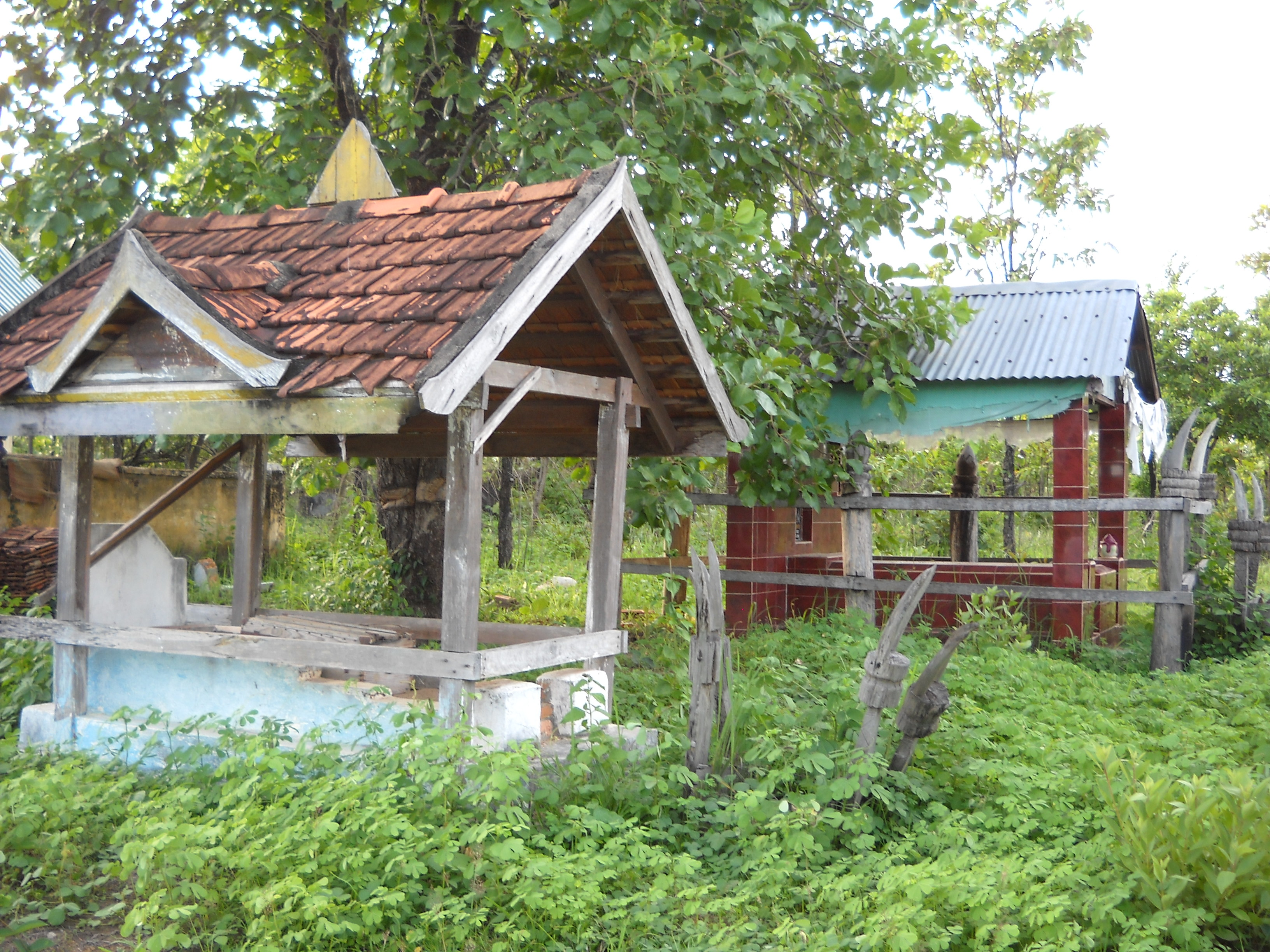
Nhà mồ của người Eđê, Buôn đôn Đắk Lắk
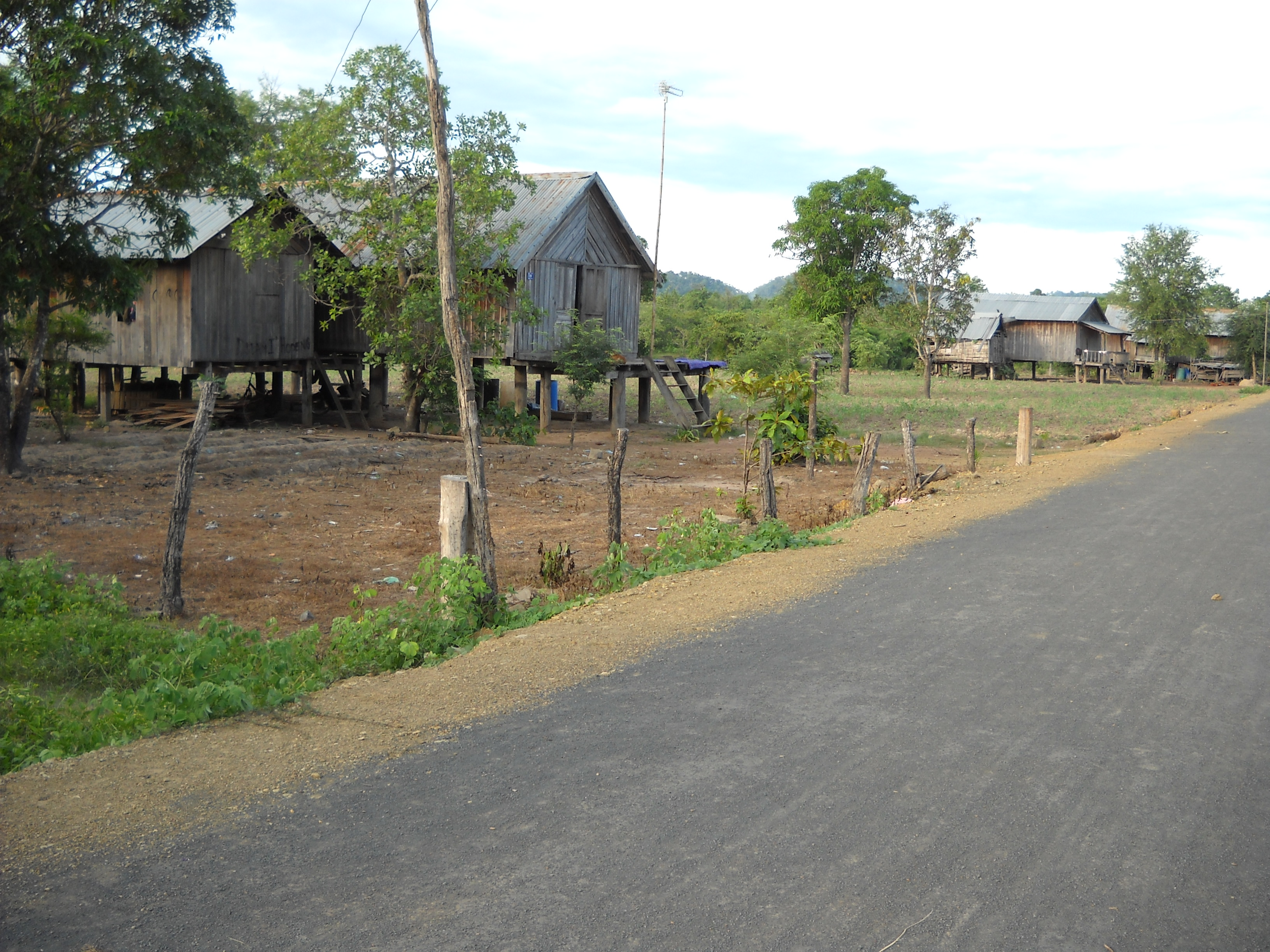
Một Buôn biên giới của người Eđê, Đắk Lắk
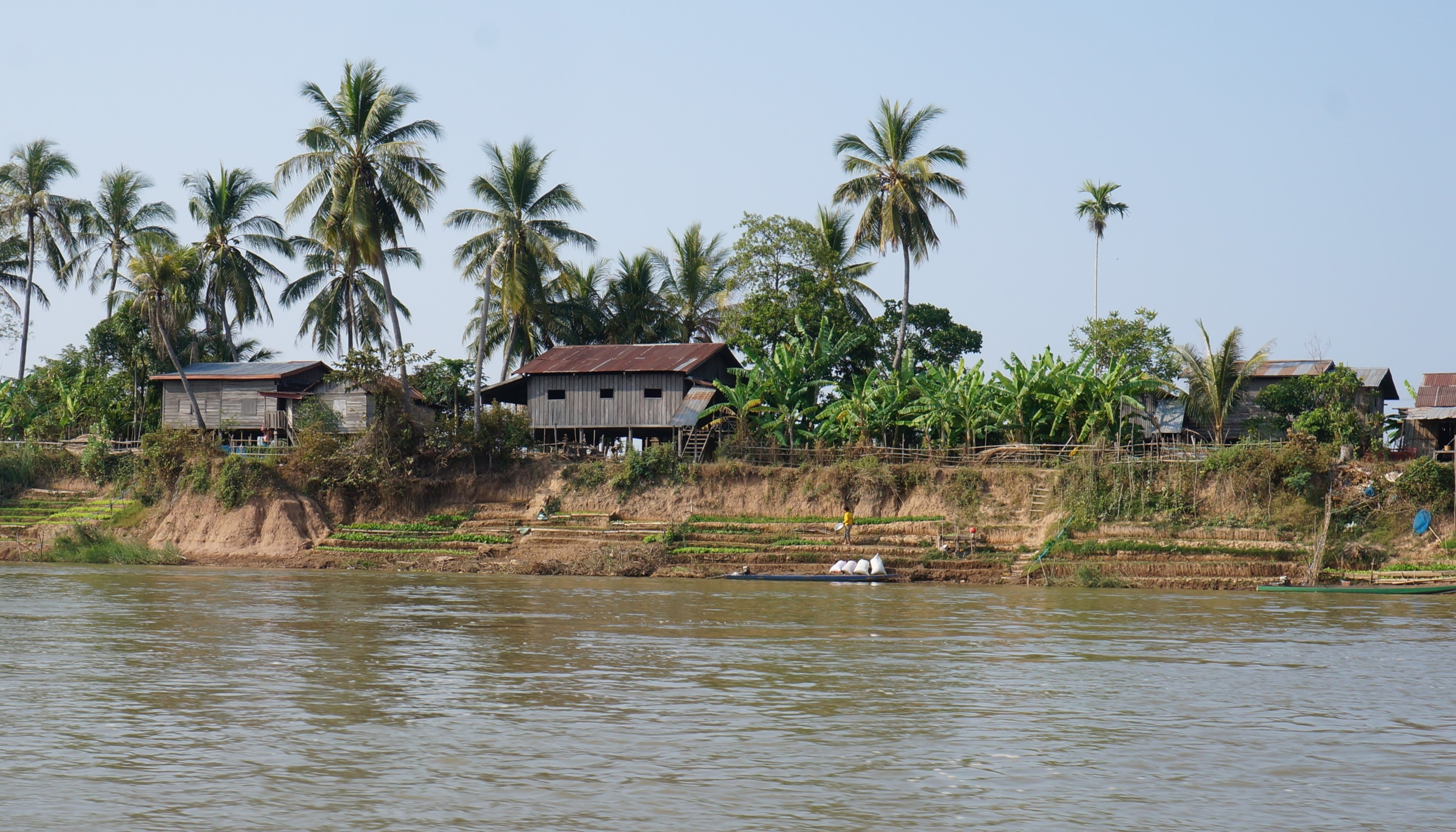
Một Buôn làng người Eđê ven sông ở Buôn Đôn, Đắk Lắk
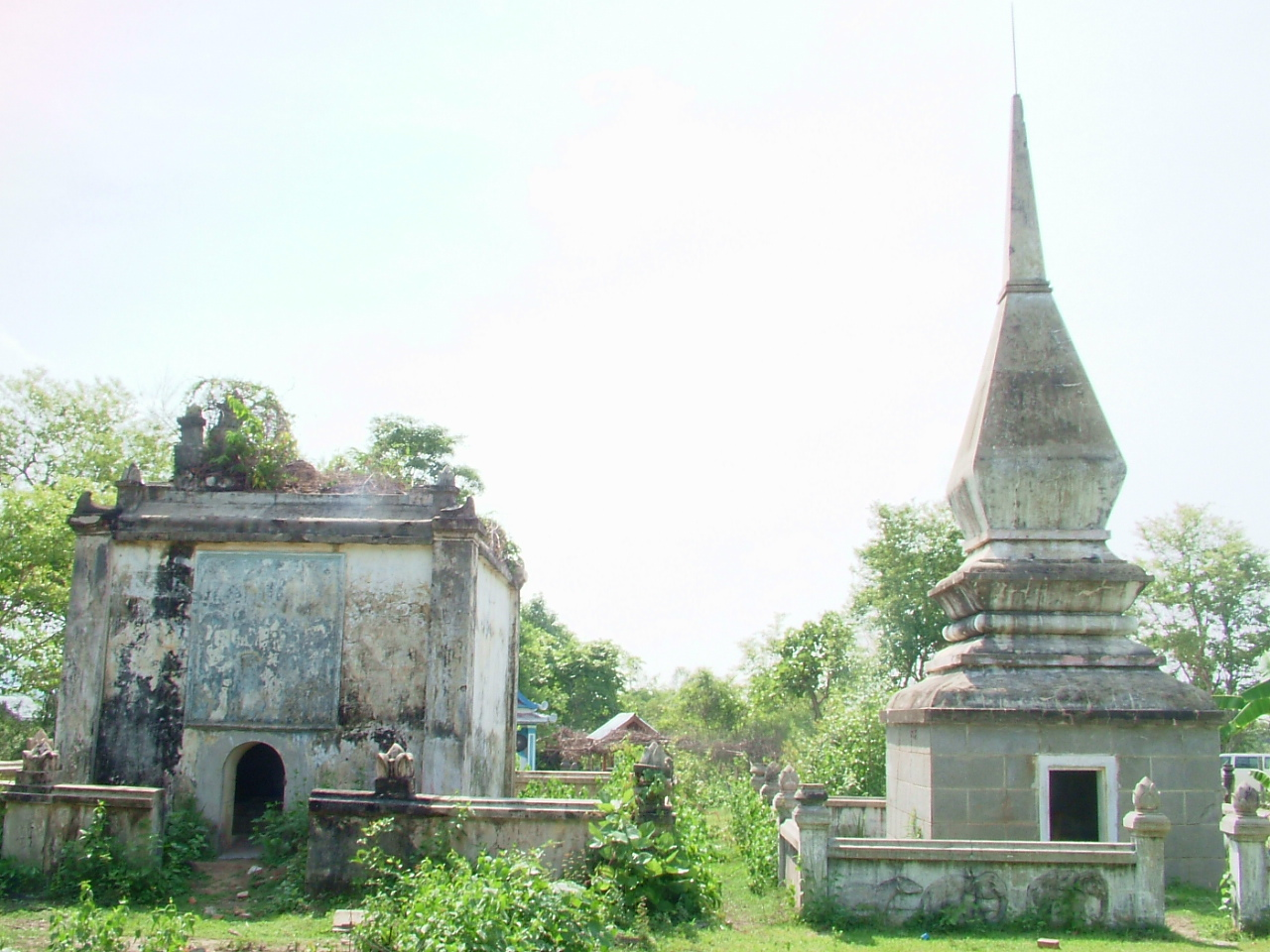
khu lăng mộ gia đình Y-Thu Knul ảnh hưởng của Kiến trúc chùa Tháp Thái, Lào
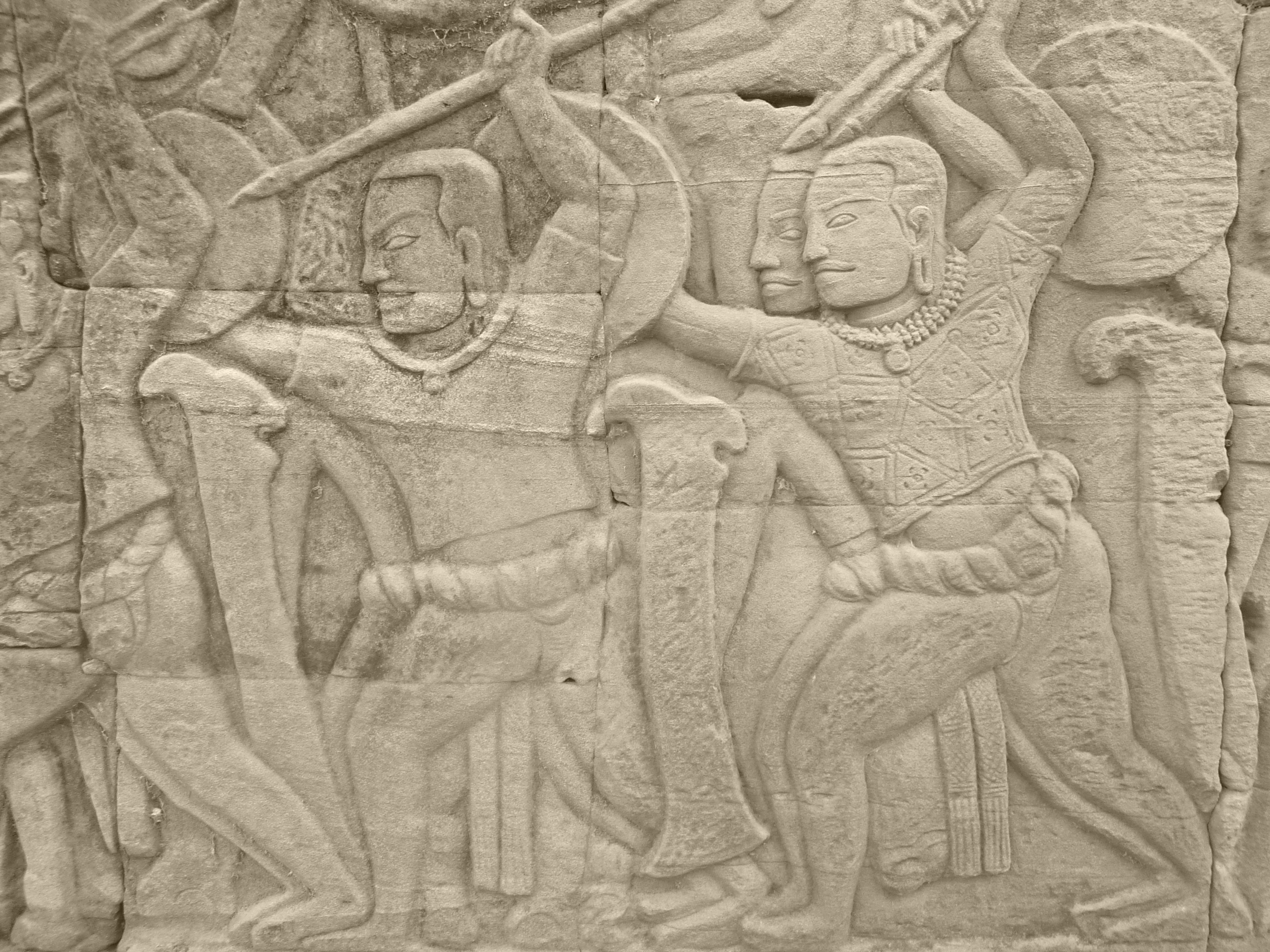
Người Rang Đê trong đoàn quân Champa với trang phục mặc áo hở ngực, đóng khố kơtel, tay trái cầm Khiêl, tay phải cầm gươm, giáo trong cuộc viễn chinh giao tranh với Đế quốc Khmer năm 1117. Phù điêu đền Bayon gần Angkor wat.